# Mesoamerikanische Schriften

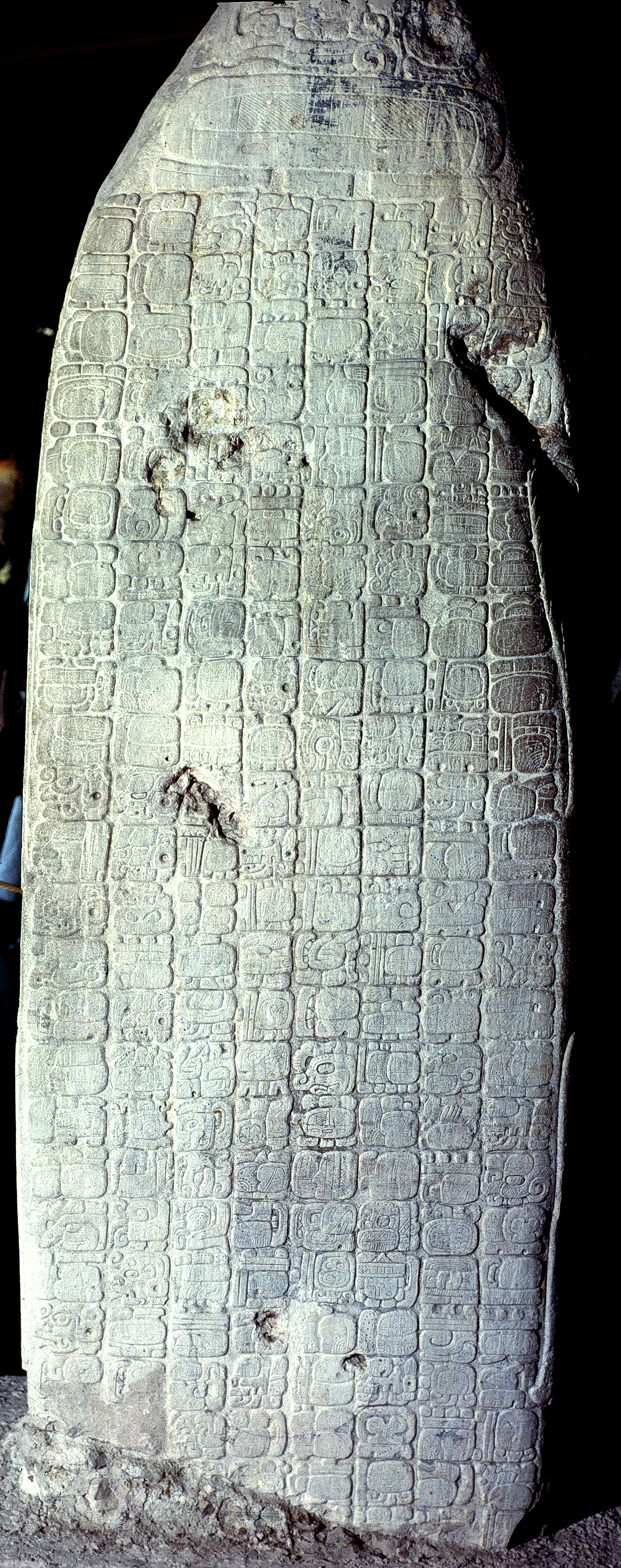
Lange Maya-Inschrift auf Stele 31 von Tikal

Auf dem amerikanischen Kontinent ist es nur in Mesoamerika in vorkolumbischer Zeit zur Entwicklung von Schriftsystemen gekommen. Damit ist Mesoamerika eine der wenigen Regionen der Welt, wo eine nicht von außen angeregte oder beeinflusste Entwicklung einer Schrift stattgefunden hat. Die mesoamerikanischen Schriften haben zweifellos gemeinsame Wurzeln, ohne dass immer von einer engeren Verwandtschaft gesprochen werden könnte.
Die Anzahl der mesoamerikanischen Schriften hängt ab von der verwendeten Definition: Bei aktuellem Kenntnisstand erreichte nur die Maya-Schrift die Anforderung, dass ein gesprochener Text auch ohne die Anwesenheit des originalen Sprechers allein über seine graphische Wiedergabe reproduziert werden kann. Andere graphische Systeme sind in der Lage, einen Inhalt unabhängig von Sprache aufzuzeichnen, weshalb dieser auch in jeder denkbaren Sprache wiedergegeben werden kann.
Zu den Gemeinsamkeiten vieler mesoamerikanischer Schriften gehört die Schreibweise kalendarischer Daten. Die Zeichen für kalendarische Perioden oder Tagesnamen sind meist einer rechteckigen Kartusche mit oder ohne abgerundeten Ecken eingeschrieben. Die Zahlzeichen bestehen entweder aus Punkten (Scheiben) und Balken oder lediglich aus Punkten.

## Präklassische Schriften
Noch ist nicht entschieden, welche der frühen Schriften aus dem Raum der olmekischen Kultur als die frühesten anzusprechen sind. Grund hierfür ist die schwierige Datierung von Steinmonumenten – den einzigen Zeugen dieser frühen Schriften. Die Natur der Zeichen auf dem Cascajal-Stein wird noch kontrovers diskutiert.

### Olmekische Schriften
siehe Olmekische Schrift
Die ältesten Wortzeichen (Logogramme) erscheinen zwischen 400 und 500 v. Chr., während frühere Exemplare von Rollsiegeln mit einzelnen Zeichen noch nicht als Schrift anzusprechen sind.

### Monte-Albán-Schrift
Auf dem Monte Albán finden sich zahlreiche Monumente, die den ersten beiden Phasen zugeordnet werden, und die Schriftzeichen enthalten. Vorläufer dieser Schrift sind bisher nicht bekannt geworden. Ähnliche Schriftzeichen sind auch in einem größeren Raum nachgewiesen worden. Die Zeichen der Phase I sind in vertikalen Kolumnen angeordnet, eine Reihe der Zeichen sind von rechteckigen Kartusche mit abgerundeten Ecken eingefasst. Die Zahlzeichen bestehen aus unverzierten Balken (für den Zahlenwert 5) und unverzierten Scheiben (für den Zahlenwert 1), die so kombiniert wurden, dass die Scheiben über den Balken lagen. Eine Lesung ist weder für die kalendarischen noch für die anderen Zeichen (in denen Logogramme vermutet werden) bisher erfolgreich versucht worden. Die Zeichen für die Namen von Jahren sind durch unterscheidende Beizeichen gekennzeichnet. Es ist nicht bekannt, welche Sprache zu dieser Zeit von den Erbauern von Monte Albán gesprochen wurde.
Der Phase II werden die zahlreichen mit graphischen Einritzungen versehenen Steinplatten auf der Außenseite des Gebäudes J zugeordnet. Joyce Marcus vermutet in diesen Platten, deren Beschriftung in der Regel identisch aufgebaut ist und die aus einem Ortszeichen, einem darunter nach unten „hängenden“ menschlichen Kopf und darunter einer oder mehreren Zeichenkolumnen bestehen, Berichte über Eroberungen. In diesen Zeichenkolumnen sind immer mindestens zwei kalendarische Zeichen vorhanden, die zusammen vermutlich ein Datum angeben.

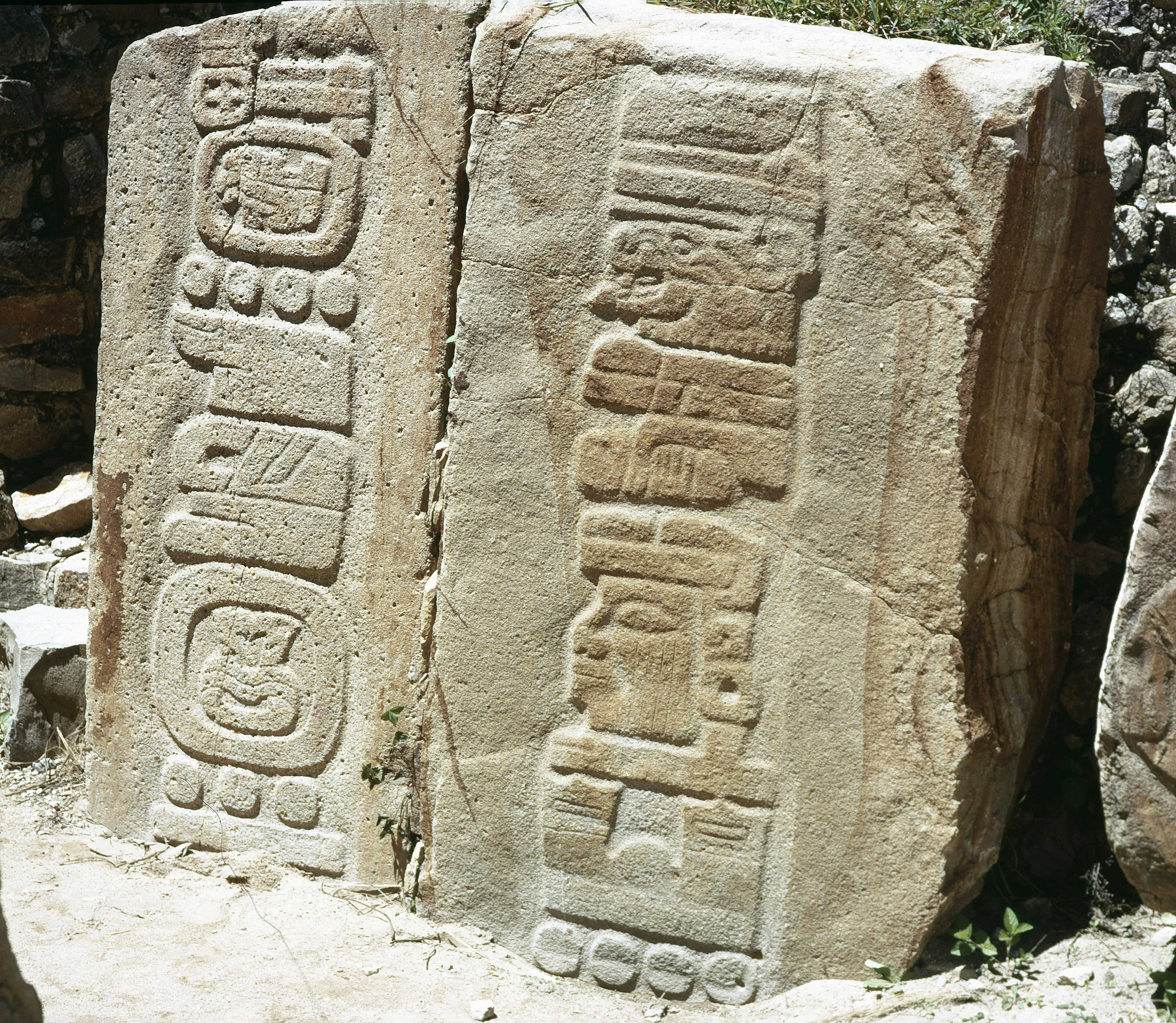
Monte Albán, Stelen 12 und 13 (Phase I) mit kalendarischen Zeichen
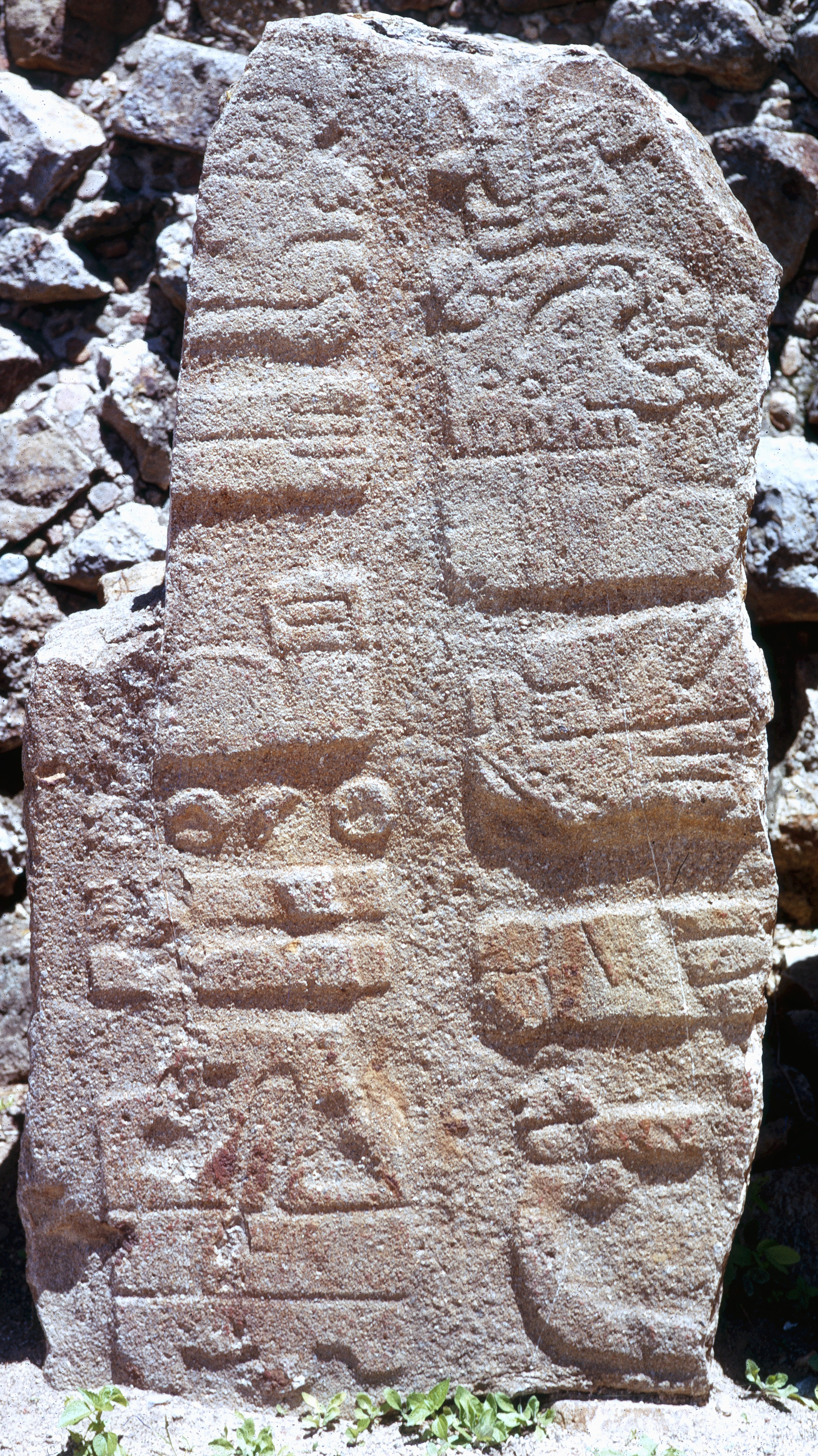
Monte Albán, Stele 15 (Phase I)
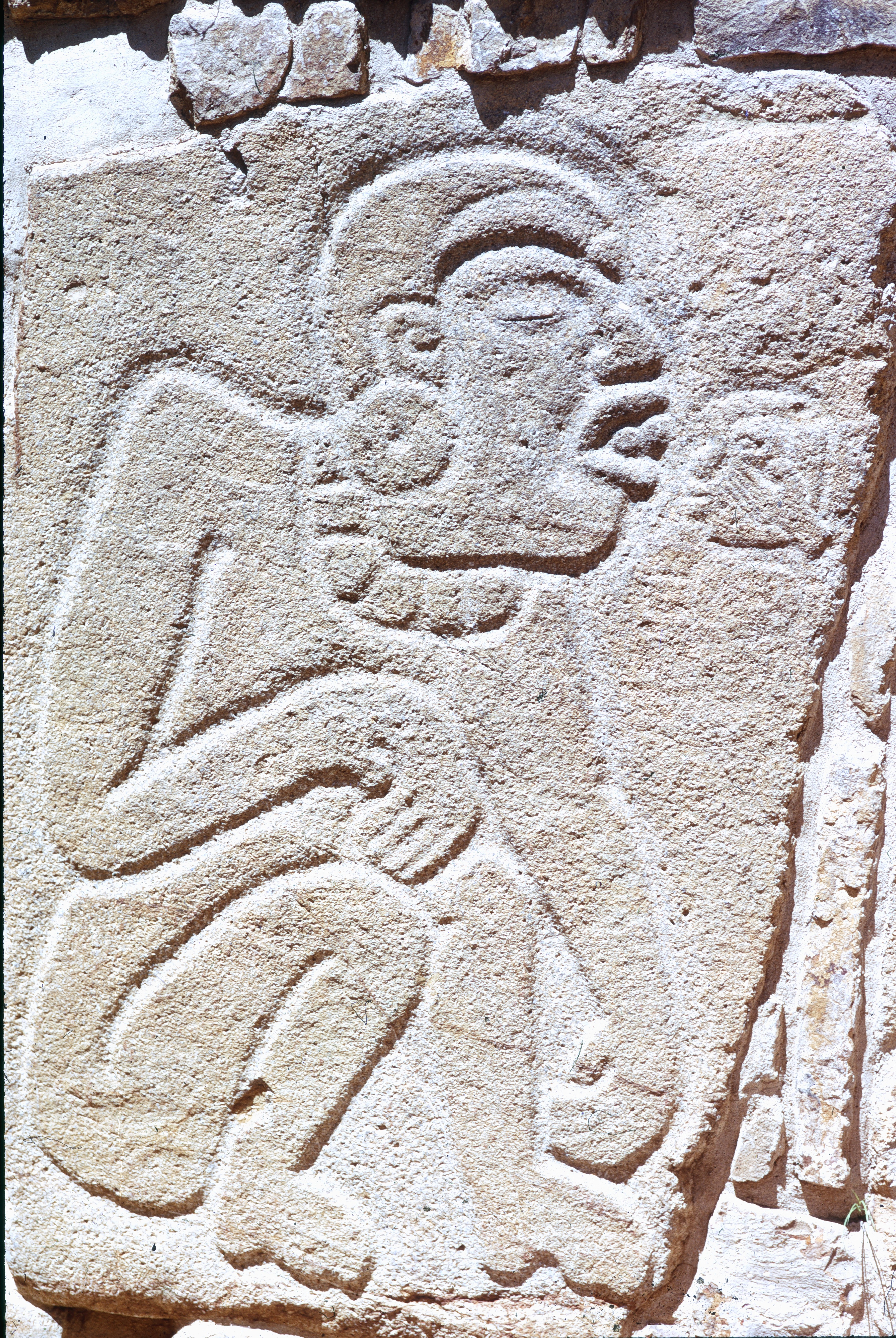
Monte Albán, Danzante 8 mit (vermutlichem) Namenszeichen vor dem Gesicht
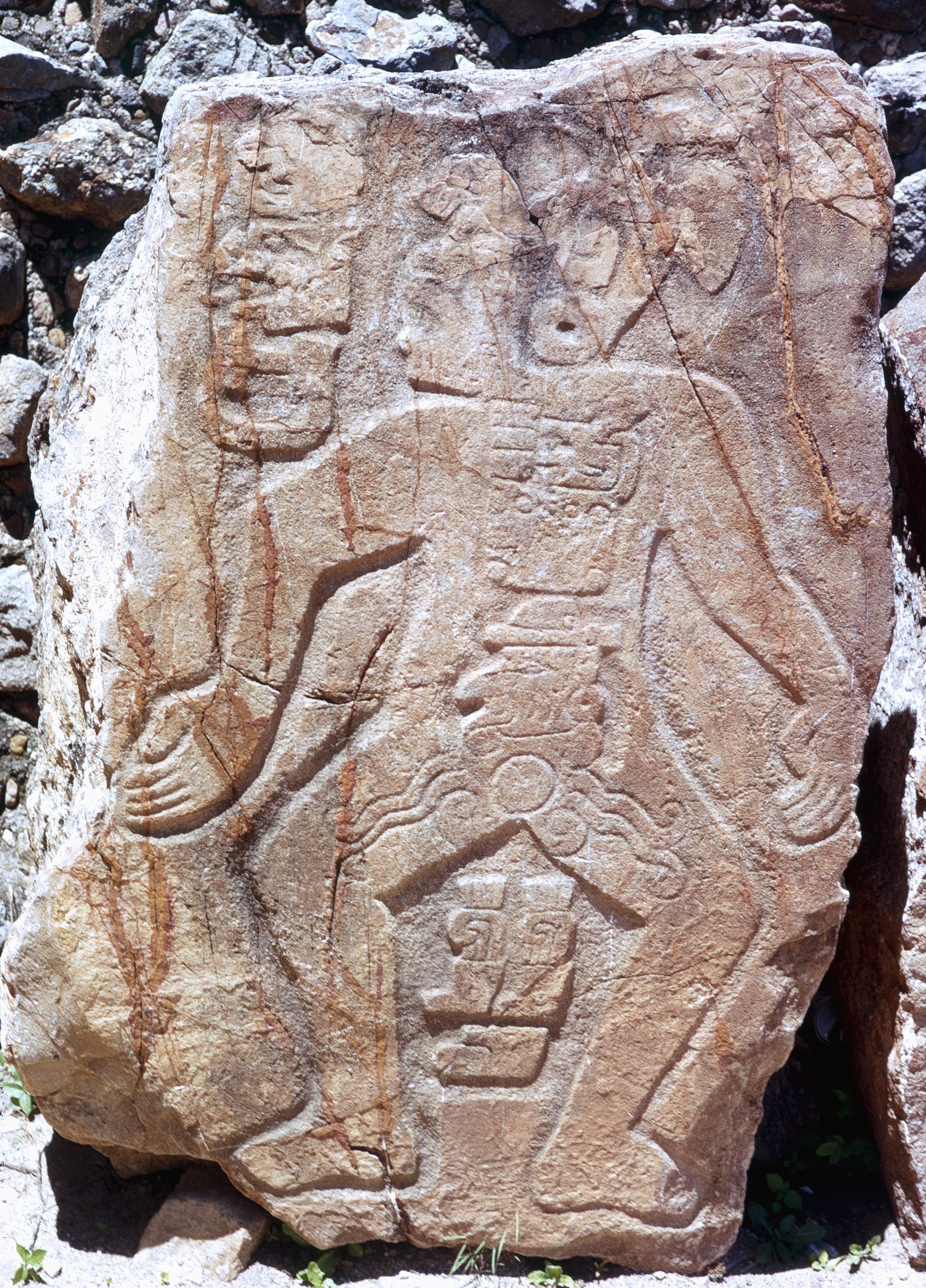
Monte Albán, Danzante 55 mit (vermutlichem) Namenszeichen
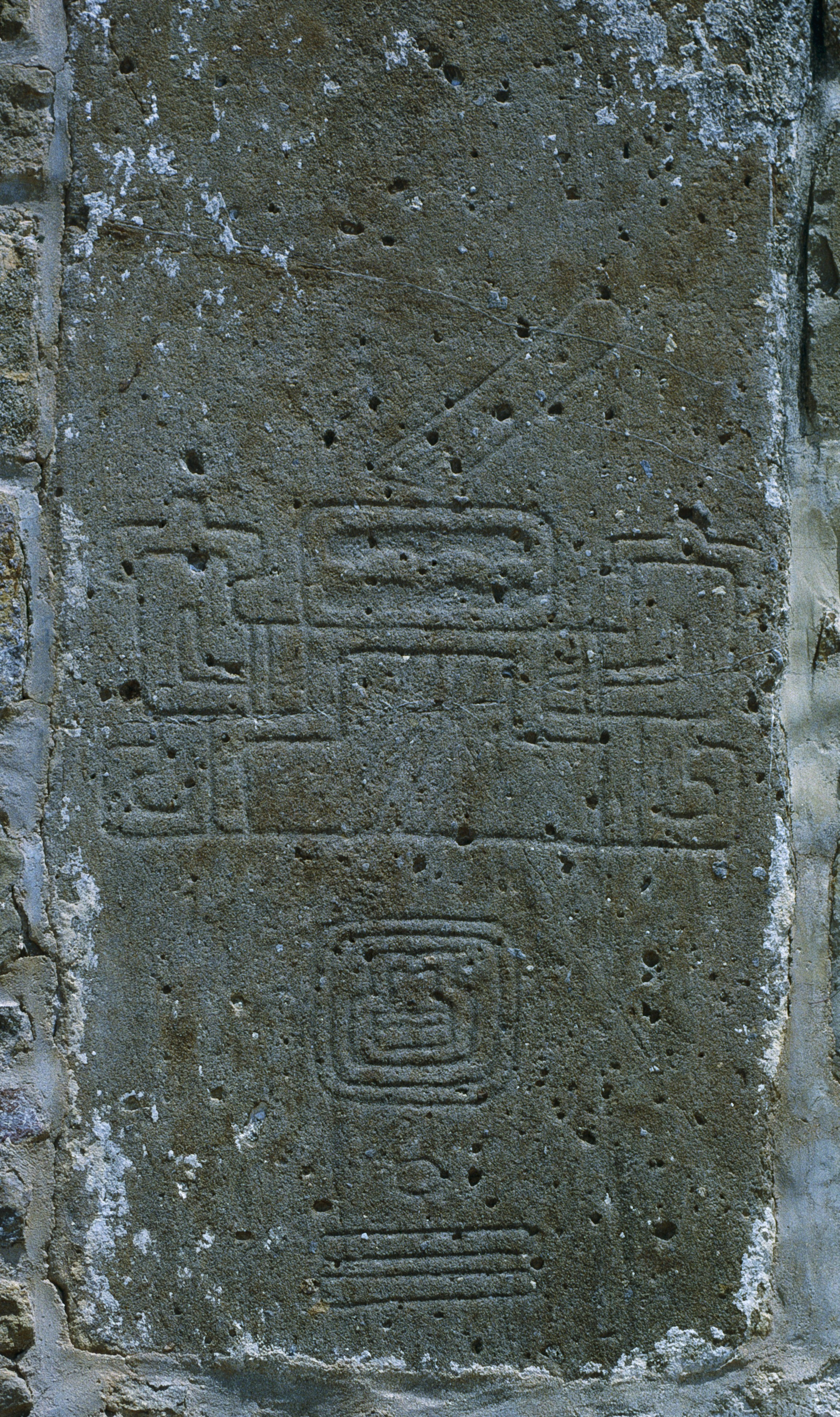
Monte Albán, Inschriftentafel von Gebäude J
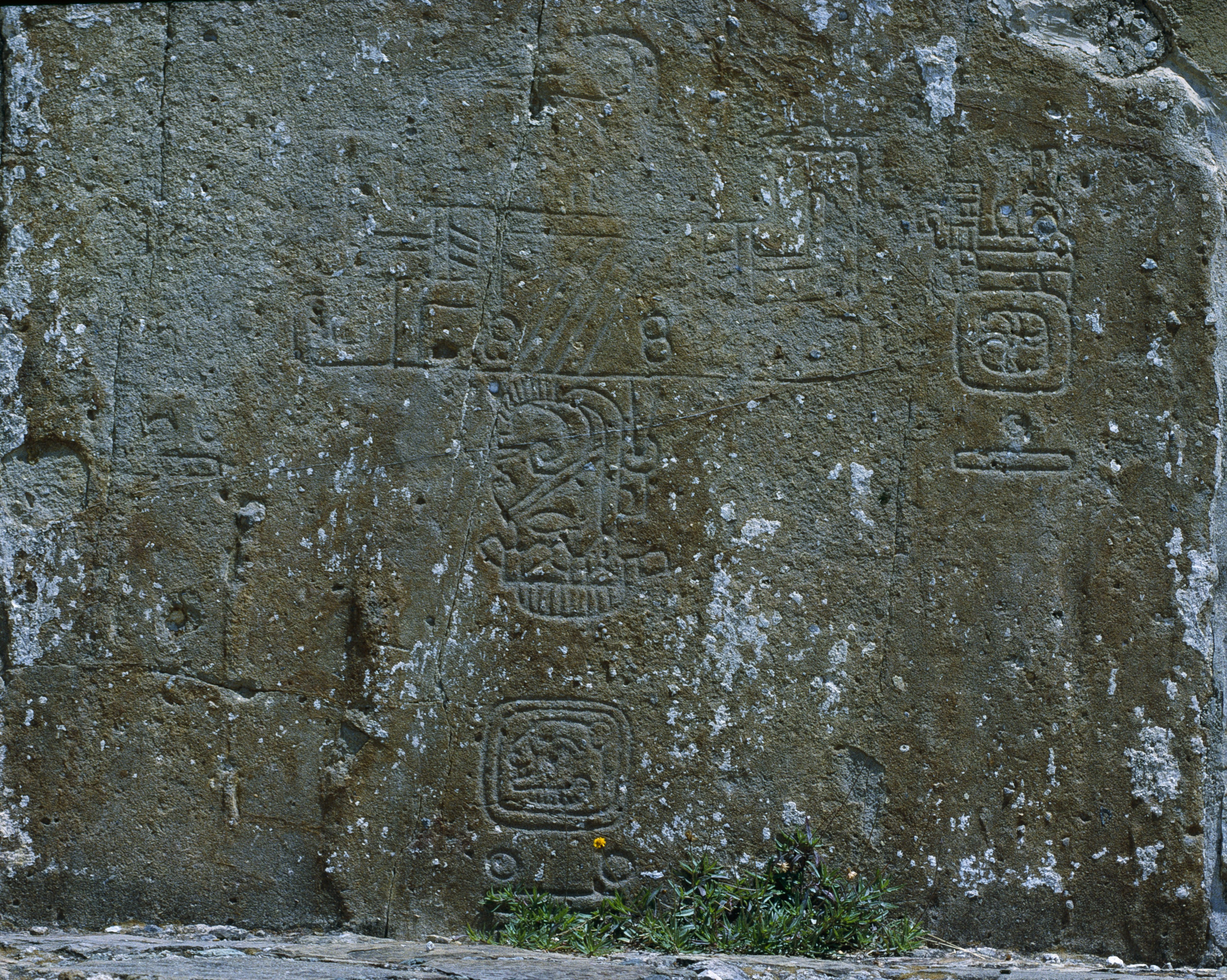
Monte Albán, Inschriftentafel von Gebäude J
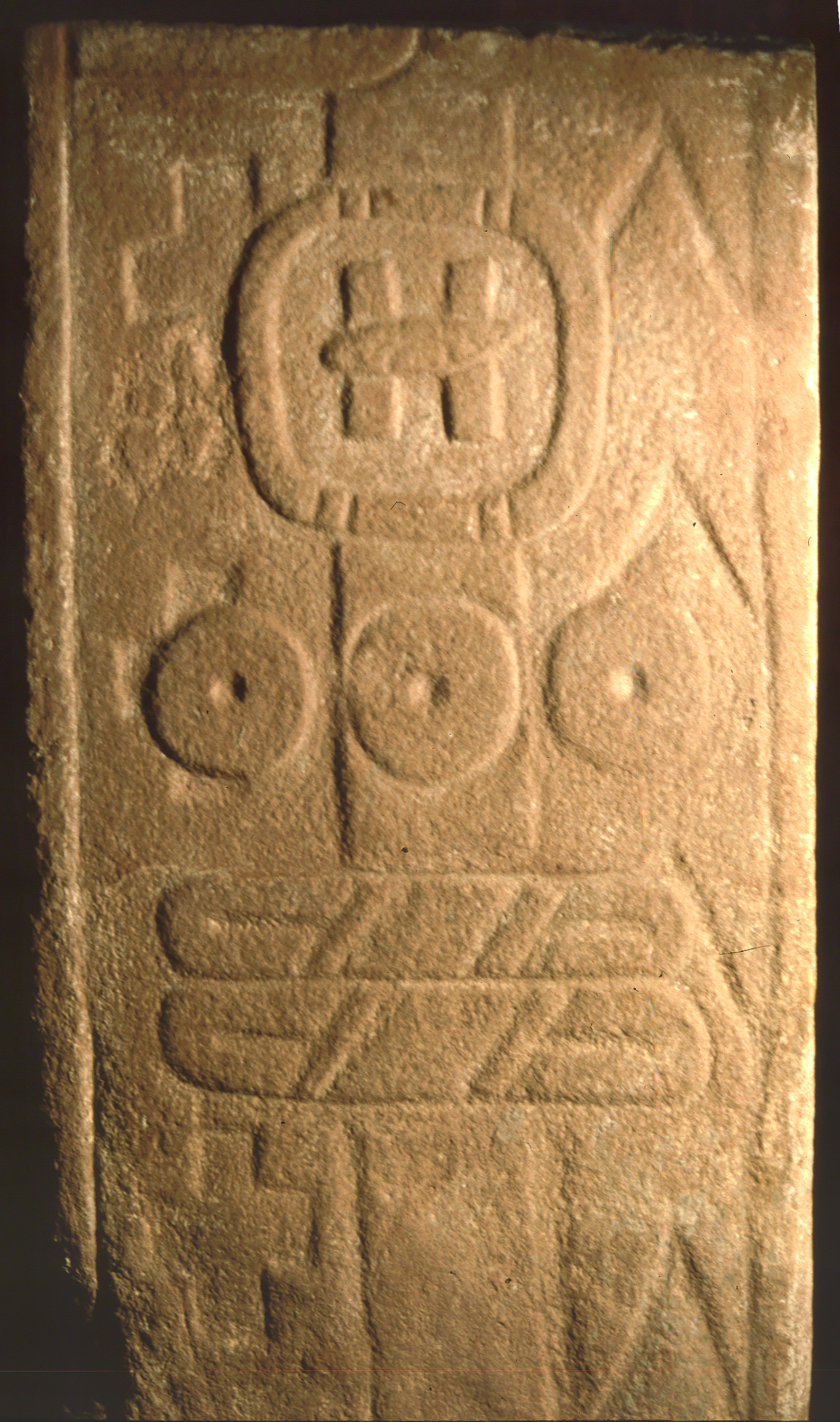
Monument aus Huamelulpan (Oaxaca) mit kalendarischem Zeichen
Steinblock aus Huamelulpan (Oaxaca) mit kalendarischem Zeichen

### Isthmus-Schrift
siehe Isthmus-Schrift
Die Belege für die Isthmus- oder Epi-Olmekische Schrift sind in einem weiten Gebiet nördlich, östlich und nordwestlich des Isthmus von Tehuantepec zu finden, es sind jedoch nur wenige Funde mit stark unterschiedlicher Länge der Texte. Ein Zentrum mit mehreren wegen ihrer Verwitterung meist nicht mehr gut erkennbaren Zeichenkolumnen ist der Fundort Cerro de las Mesas bei Piedras Negras in Veracruz. Mehrere der Monumente tragen Daten in einem System, das strukturell der Langen Zählung der Maya-Inschriften entspricht und die nach diesem System umgerechnet vom zweiten bis ins sechste Jahrhundert datieren. Versuche, eine längsten Inschriften, die La Mojarra-Stele 1 auf der Basis einer vermuteten Zugehörigkeit zu einer Mixe-Zoque zu entziffern, werden noch kontrovers beurteilt.

### Izapa-Schrift
Von der Izapa-Schrift sind nur wenige Belege ans Licht gekommen, so dass ungewiss ist, ob es sich um eine eigene Schrift handelt. Der längste Text stammt aus Kaminaljuyú in Guatemala. Kennzeichnend für einige der Inschriften ist die Verwendung der Langen Rechnung für die kalendarische Aufzeichnung, die bei Anwendung der für den Maya-Kalender etablierten Umrechnung Daten im ersten Jahrhundert ergeben.

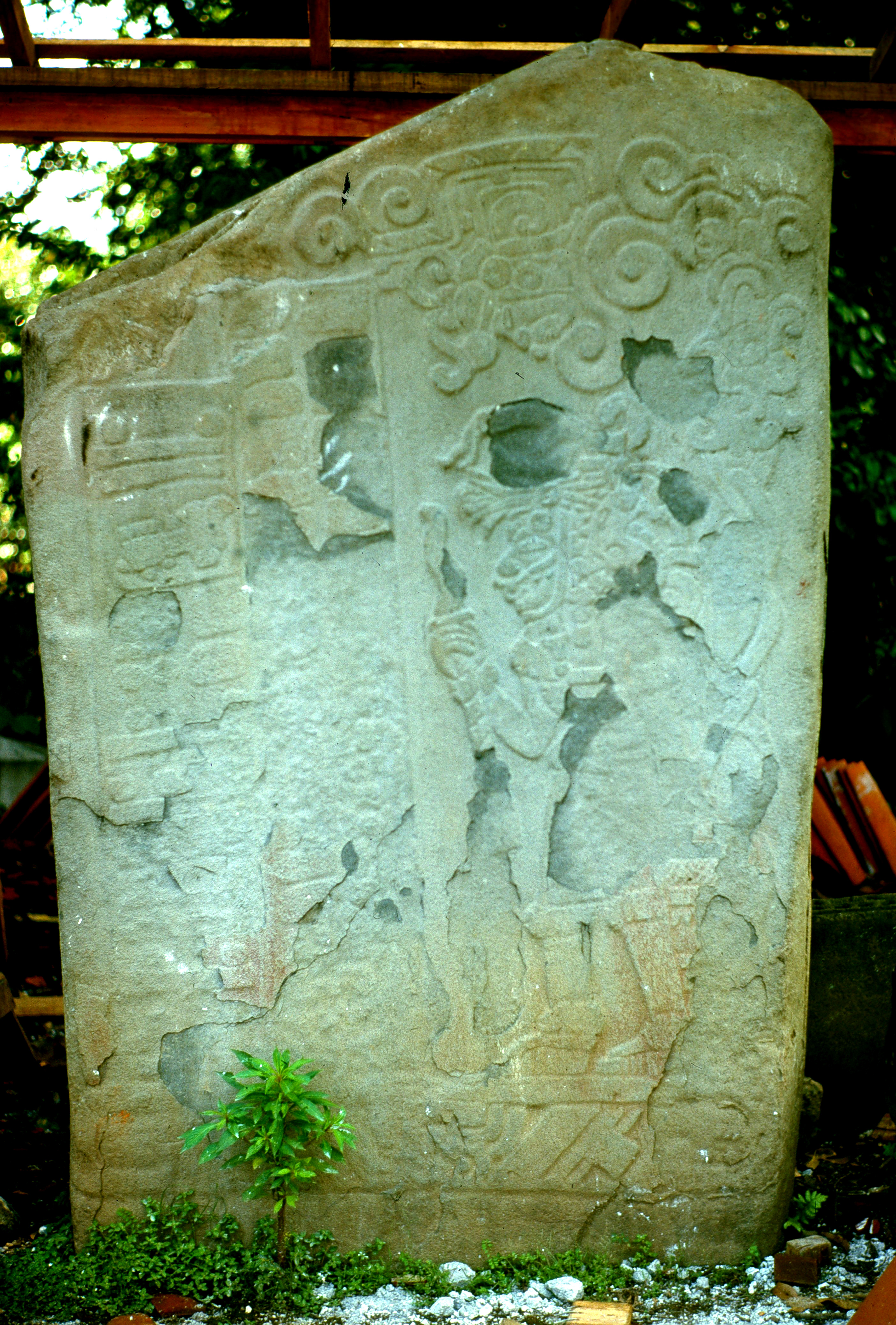
Stele aus El Baúl, Guatemala, Datum 2. Juni 32
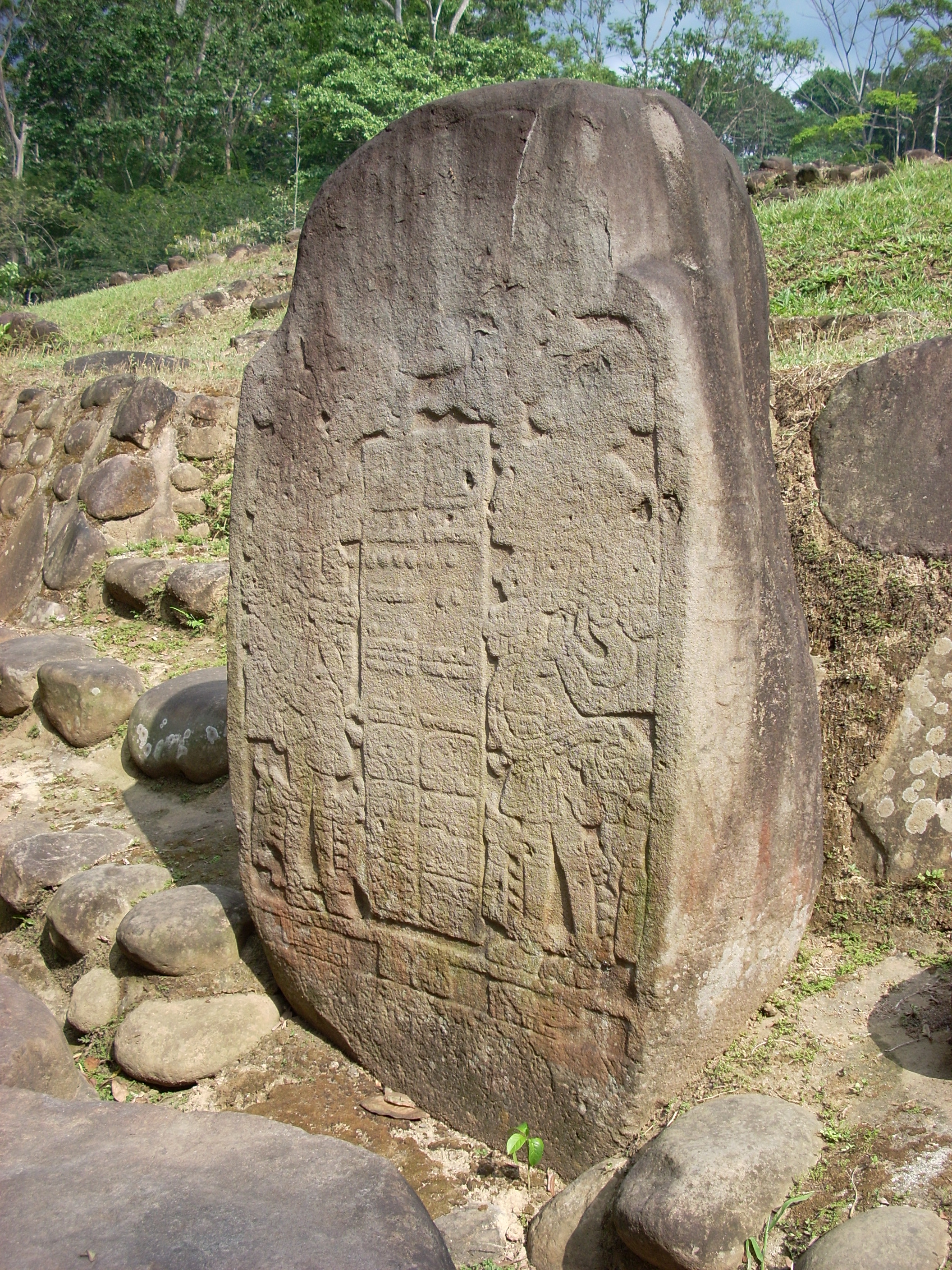
Stele 5 aus Takalik Abaj, Guatemala, Daten 126 und 103/83 (Lesung unsicher)

## Schriften des Klassikums

### Maya-Schrift
siehe Maya-Schrift
Die Schrift der klassischen Mayakultur ist ohne Zweifel die leistungsfähigste, die jemals in der Neuen Welt entwickelt und gebraucht wurde. Sie war – soweit gegenwärtig bekannt – die einzige, die einen sprachlich gegebenen Text genau, das heißt lautlich exakt reproduzierbar aufzeichnen konnte. Die Schrift verwendet in variabler Kombination Logogramme und Silbenzeichen, wodurch für die Entzifferung eine Bestätigung von Lesungen erleichtert wird. Die Maya-Schrift macht intensiven Gebrauch von kalendarischen Angaben, nicht nur in der Langen Zählung, sondern auch weiteren, zumeist astronomisch basierten Zyklen.

### Zapotekische Schrift
Die Schrift der Phasen IIIA und IIB von Monte Albán unterscheidet sich deutlich von der der davor liegenden Phasen. Besonders auffällig ist der Unterschied in der Anordnung der Zeichen, die nicht mehr so präzise ist, und in der Ausführung. Auch im Zeichenschatz gibt es Änderungen, nur wenige Zeichen scheinen direkt aus der davor liegenden Zeit übernommen zu sein. Im Gegensatz zu vorher treten auch keine Zahlenwerte über 13 mehr auf, woraus sich schließen lässt, das andere kalendarische Angaben gemacht wurden.

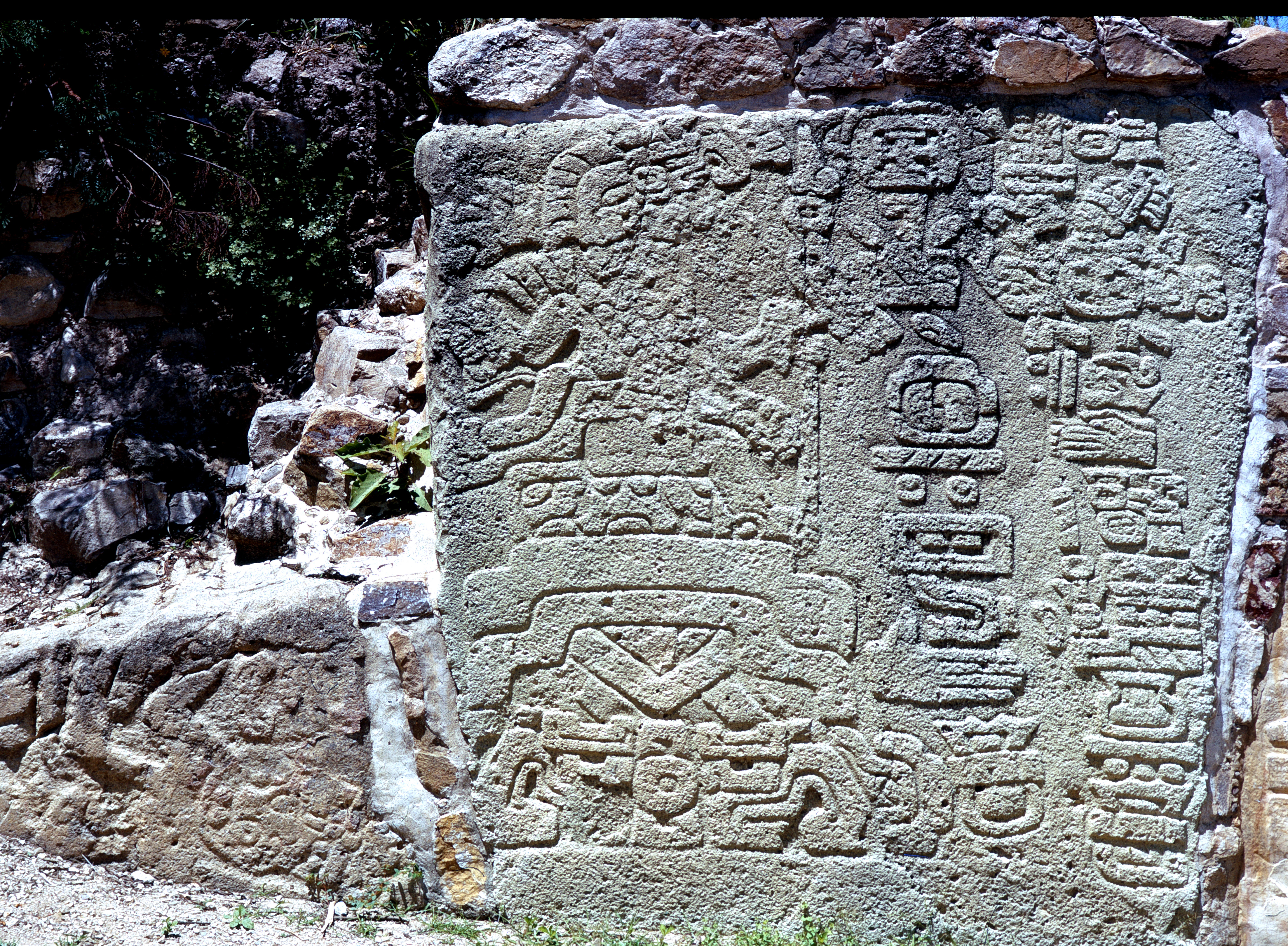
Stele 1 von Monte Albán, Phase IIIA
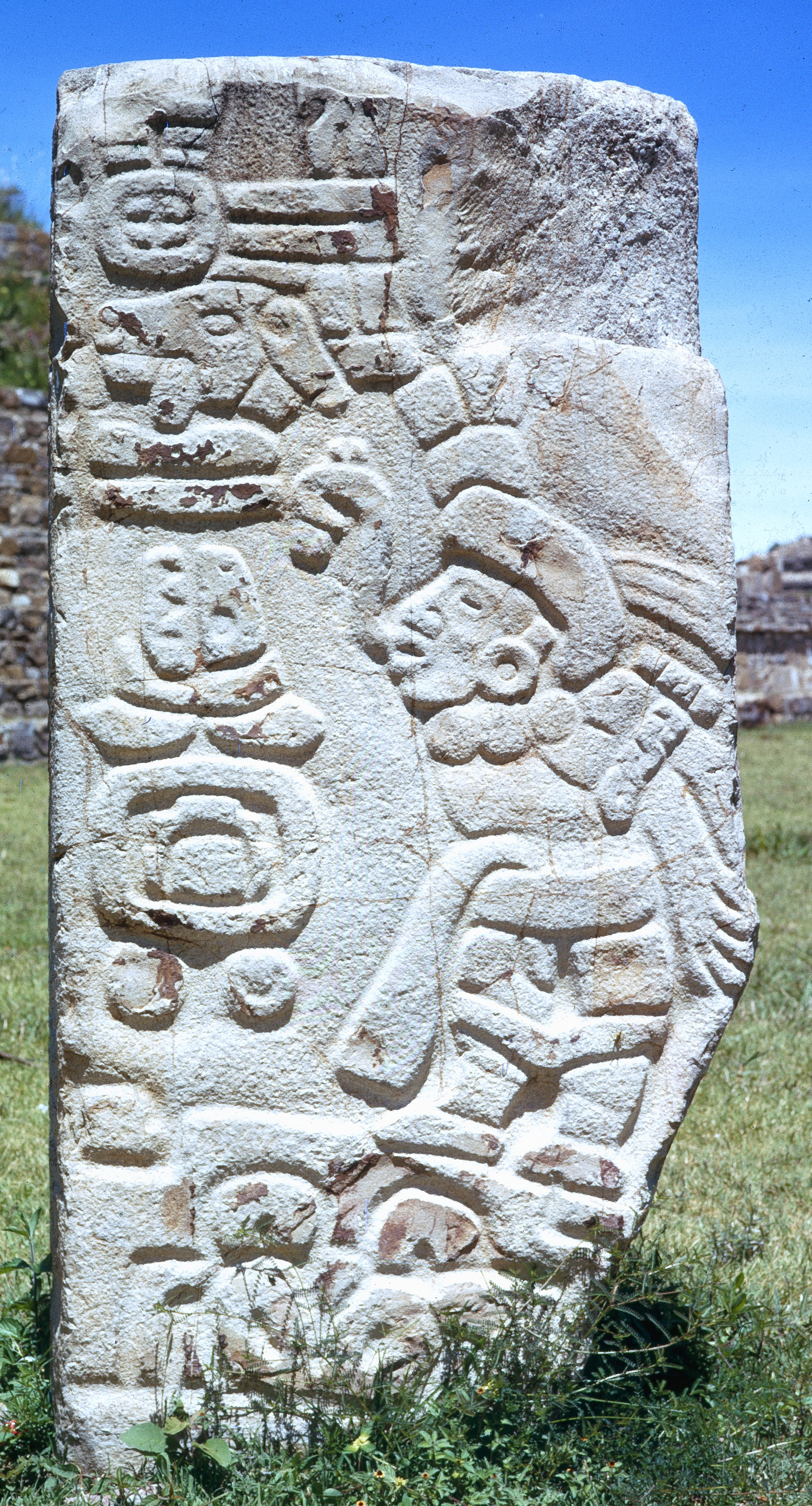
Stele 6 von Monte Albán, Phase IIIA

## Spätklassische / Frühpostklassische Schriften

### Zentralmexikanische Schriften
Im späten Klassikum treten an einer Reihe von Orten Monumente mit Schriftzeichen auf: In Xochicalco, Teotenango, Maltrata, sowie in Cacaxtla und vereinzelt in Tula. Es handelt sich regelmäßig um nicht in einem Textzusammenhang stehende Zeichen, sehr oft mit Zahlzeichen (Balken und Scheiben) verbunden. Daneben finden sich auch anschaulich gestaltete Zeichen, die vermutlich Namen von Orten und Personen ausdrücken. Da die zugrunde liegende Sprache nicht bekannt ist, dürfte eine Lesung aussichtslos sein. Ähnliche Zeichen finden sich auch isoliert, aber eingebettet in Szenen in Flachrelief in Chichén Itzá, beispielsweise im Tempel des Chac Mool.

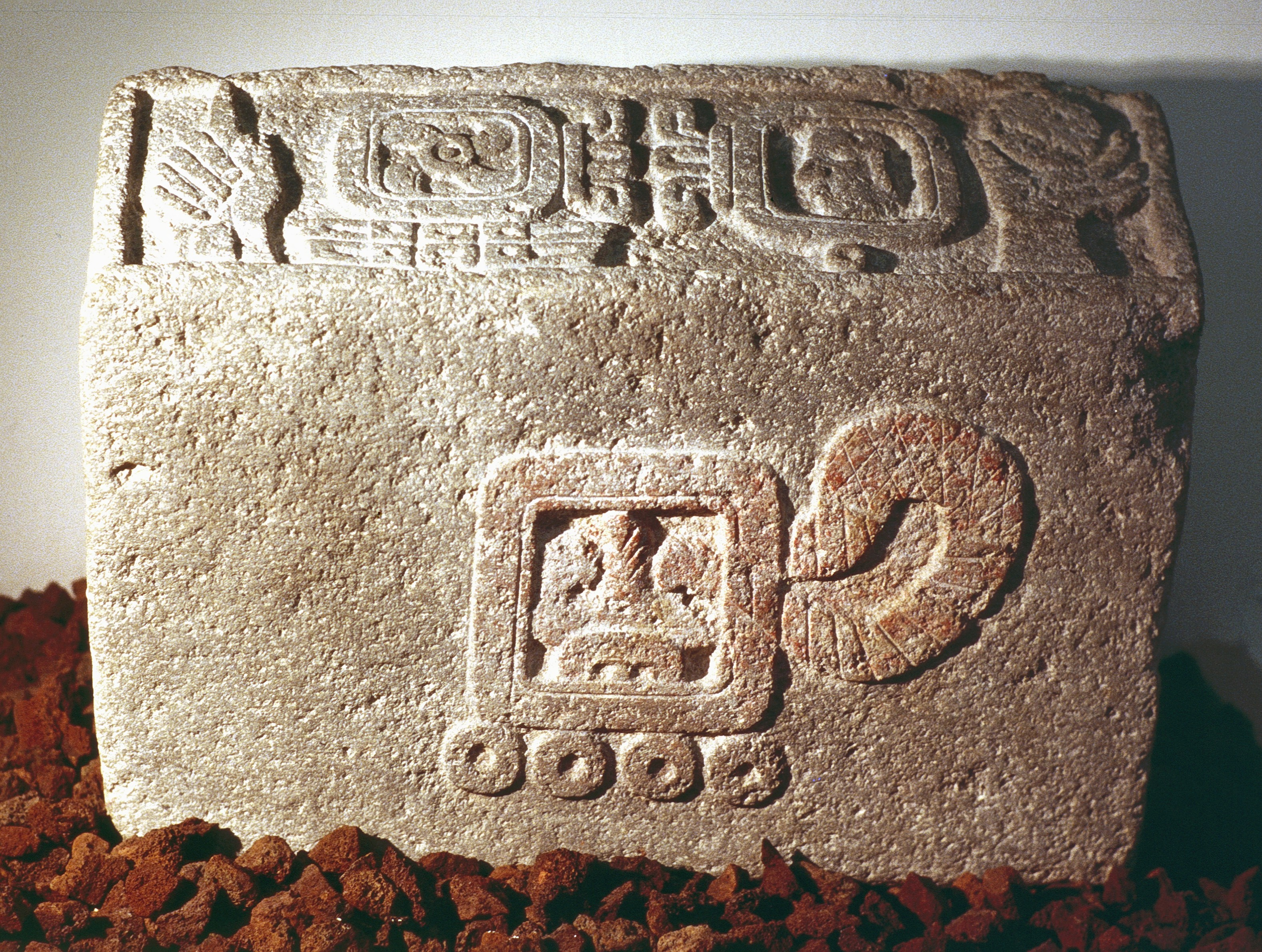
Monument von Xochicalco mit Kalenderzeichen, Vorderseite vermutlich Jahreszeichen.
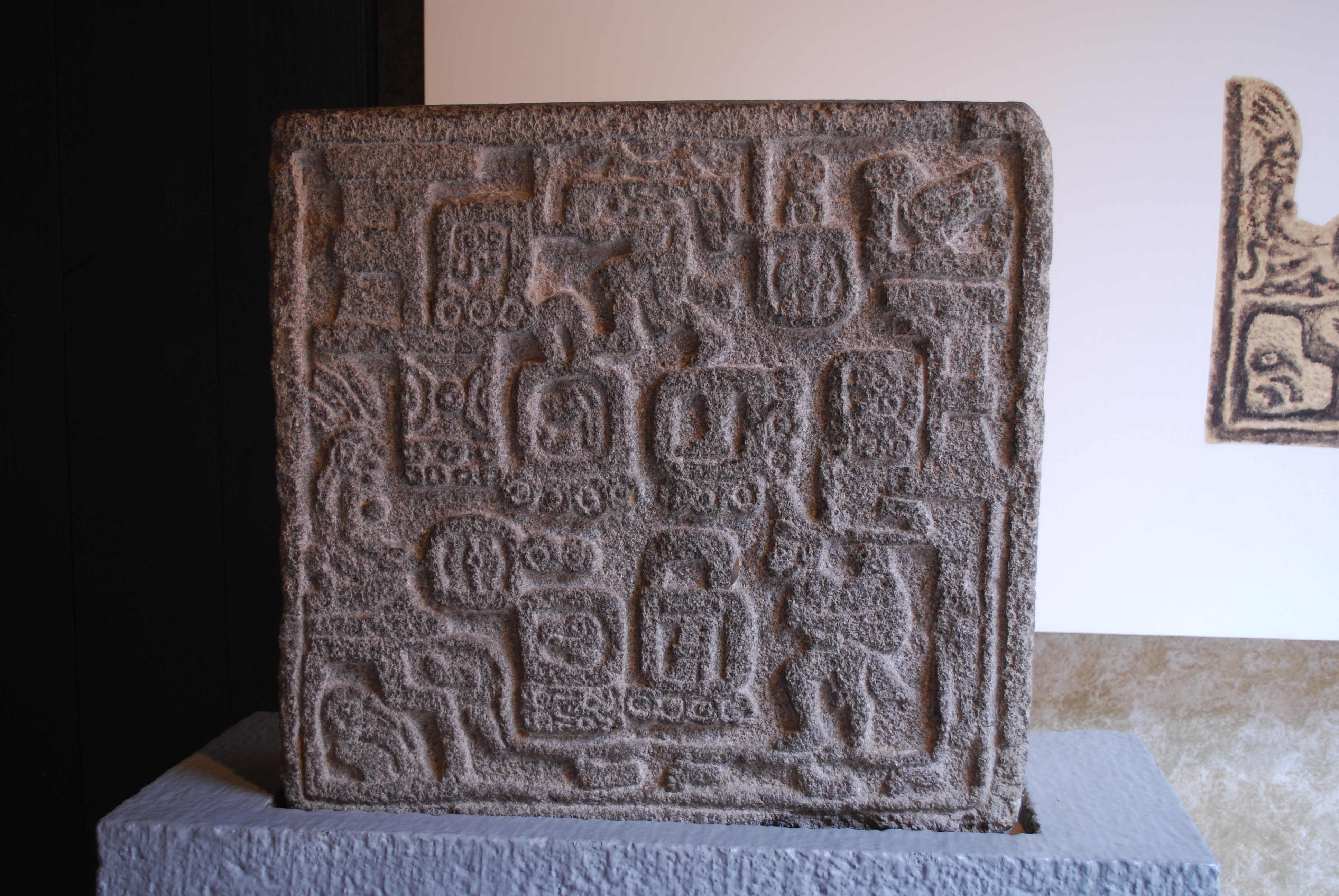
Reliefstein aus Xochicalco mit narrativer Szene und vielen Kalenderzeichen (Palacio de Cortés, Cuernavaca)
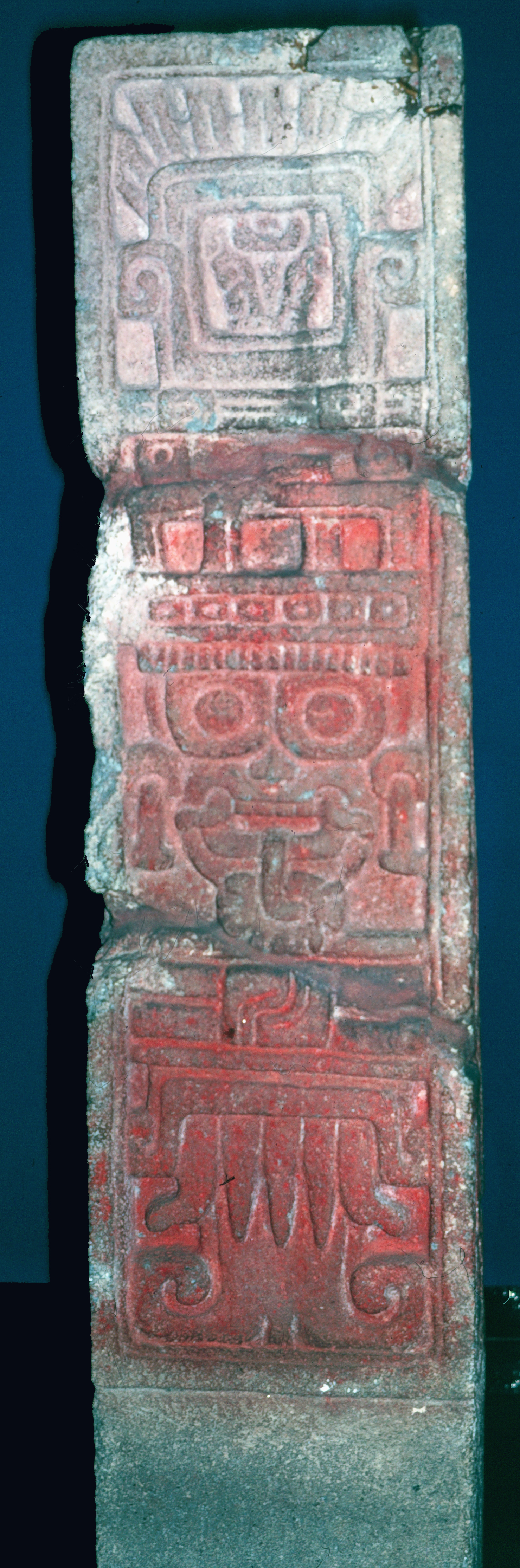
Stele aus Xochicalco (Museo Nacional de Antropología)
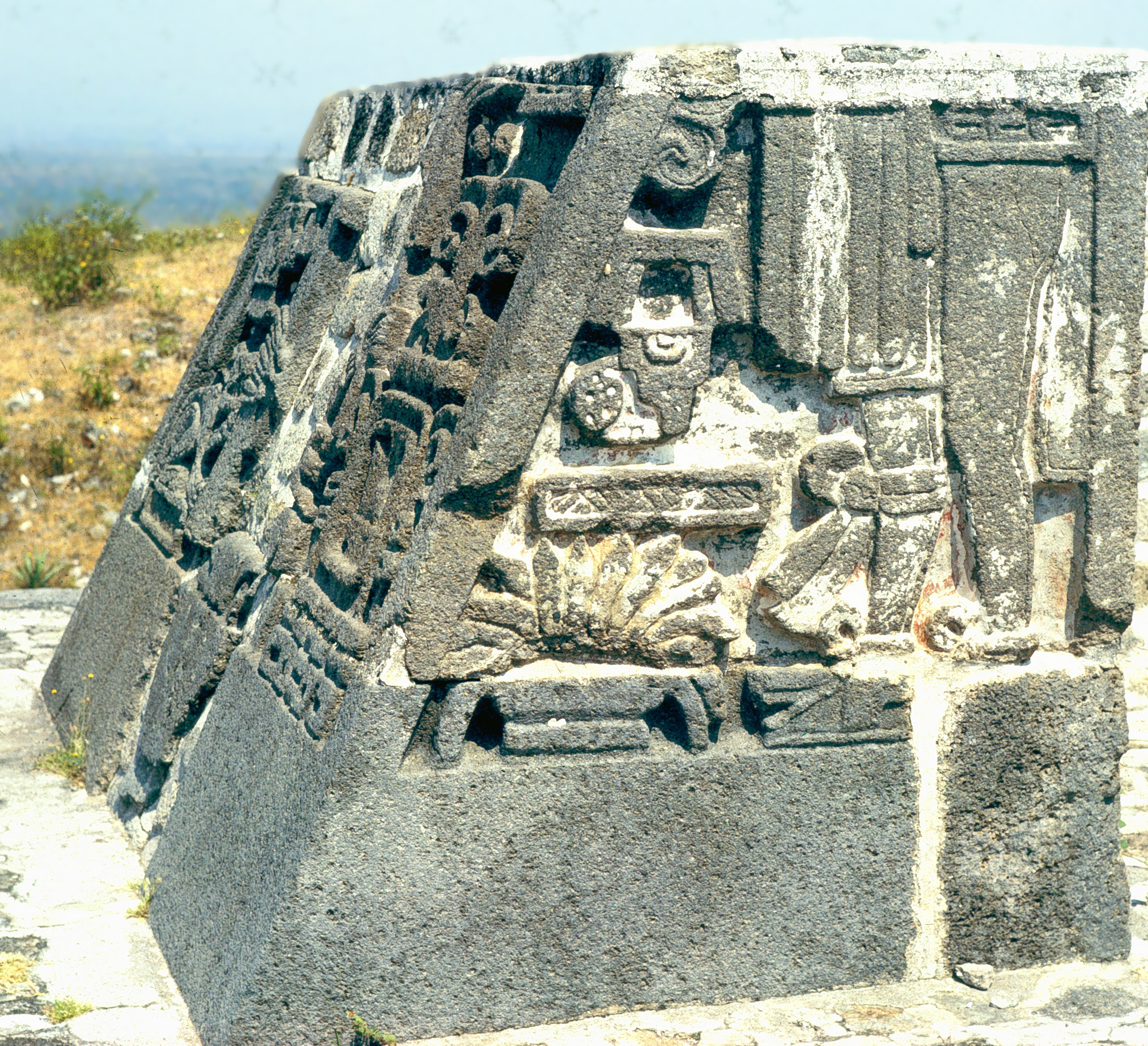
Schriftzeichen auf der Pyramide der Gefiederten Schlange
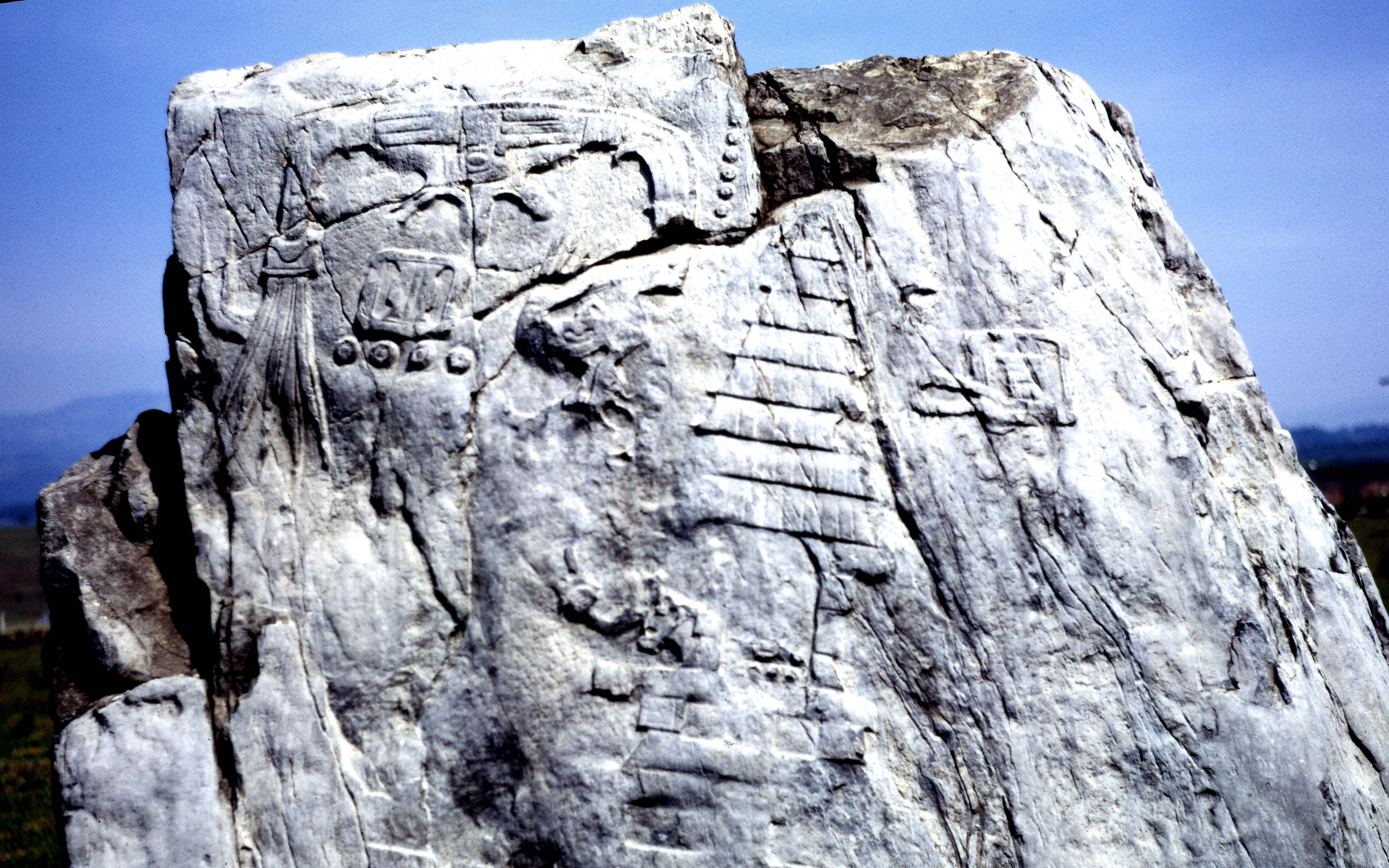
Reliefierter Steinblock mit Kalenderzeichen, Maltrata (heute: Jalapa, Museum)
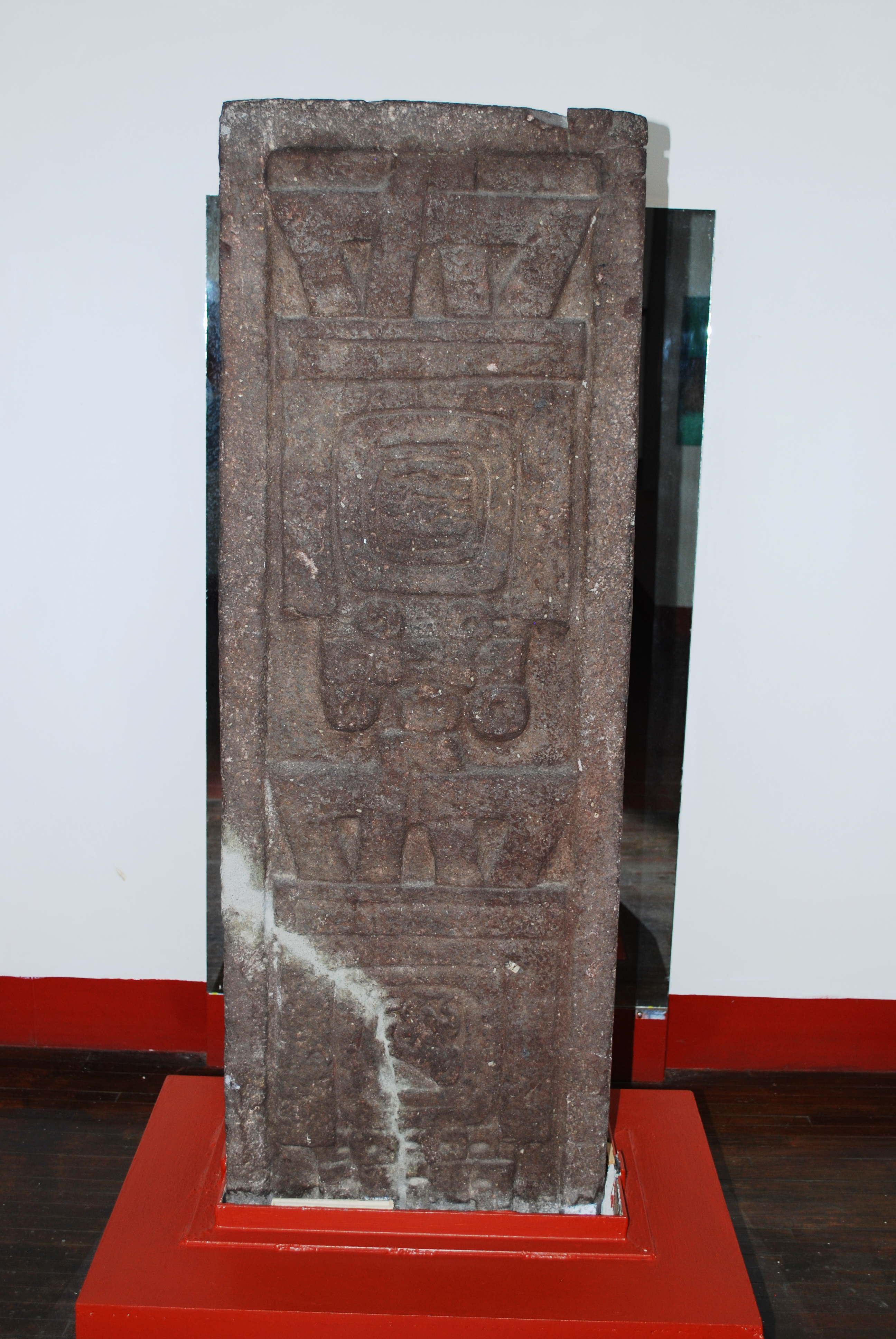
Stele aus Teotenango
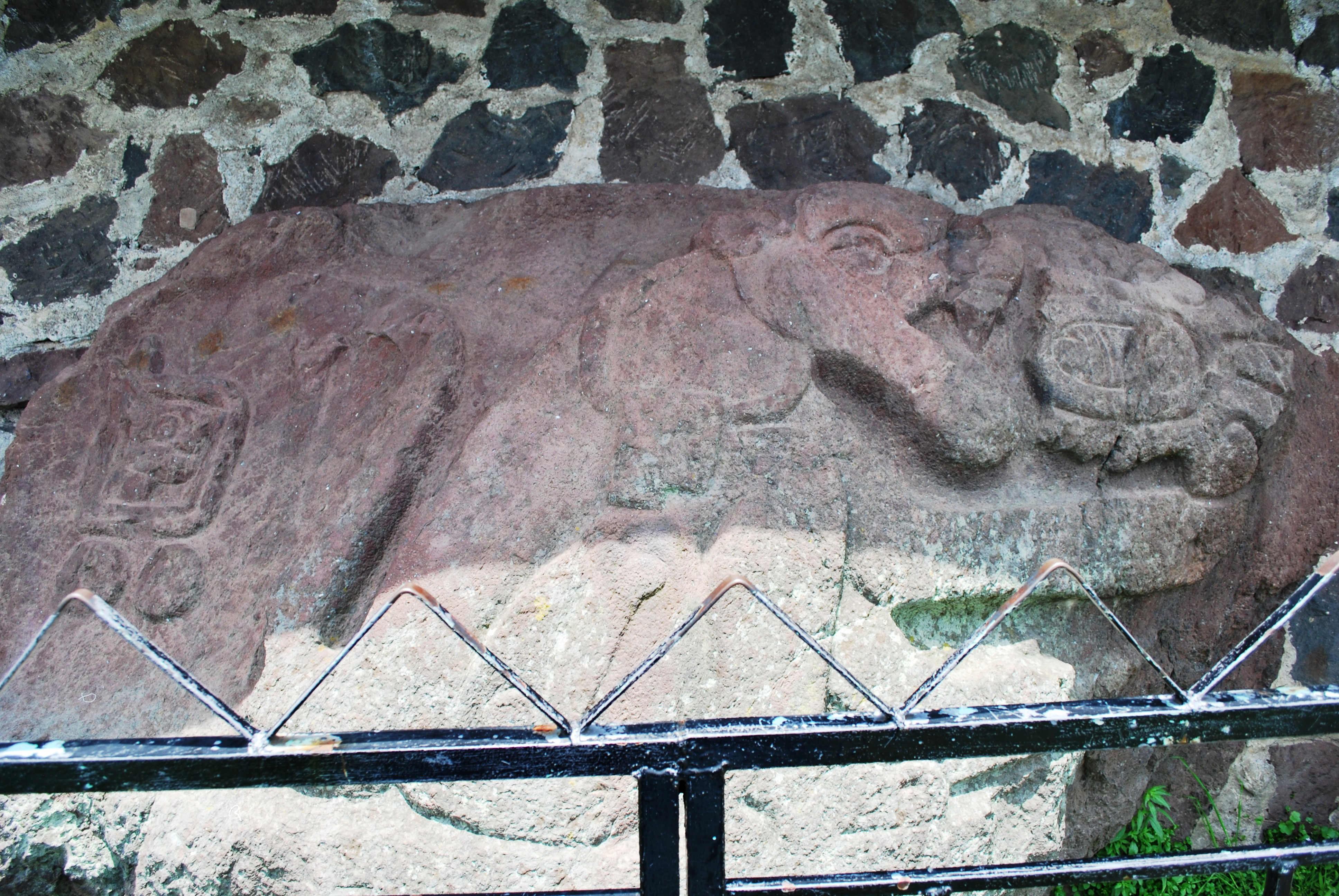
Teotenango, Felsrelief eines Jaguars mit Kalenderzeichen
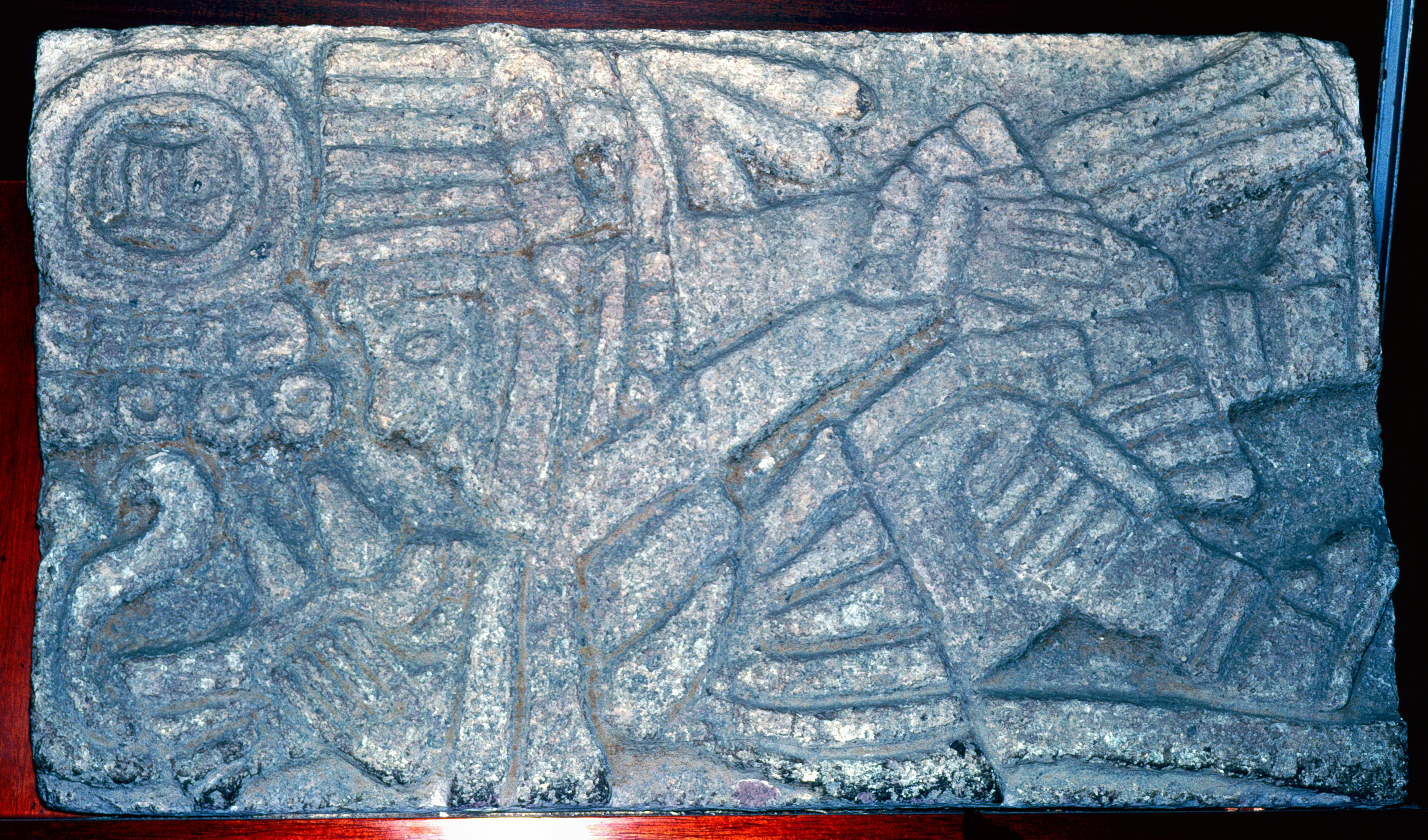
Kalenderzeichen auf einem Steinrelief, Tula (Hidalgo)
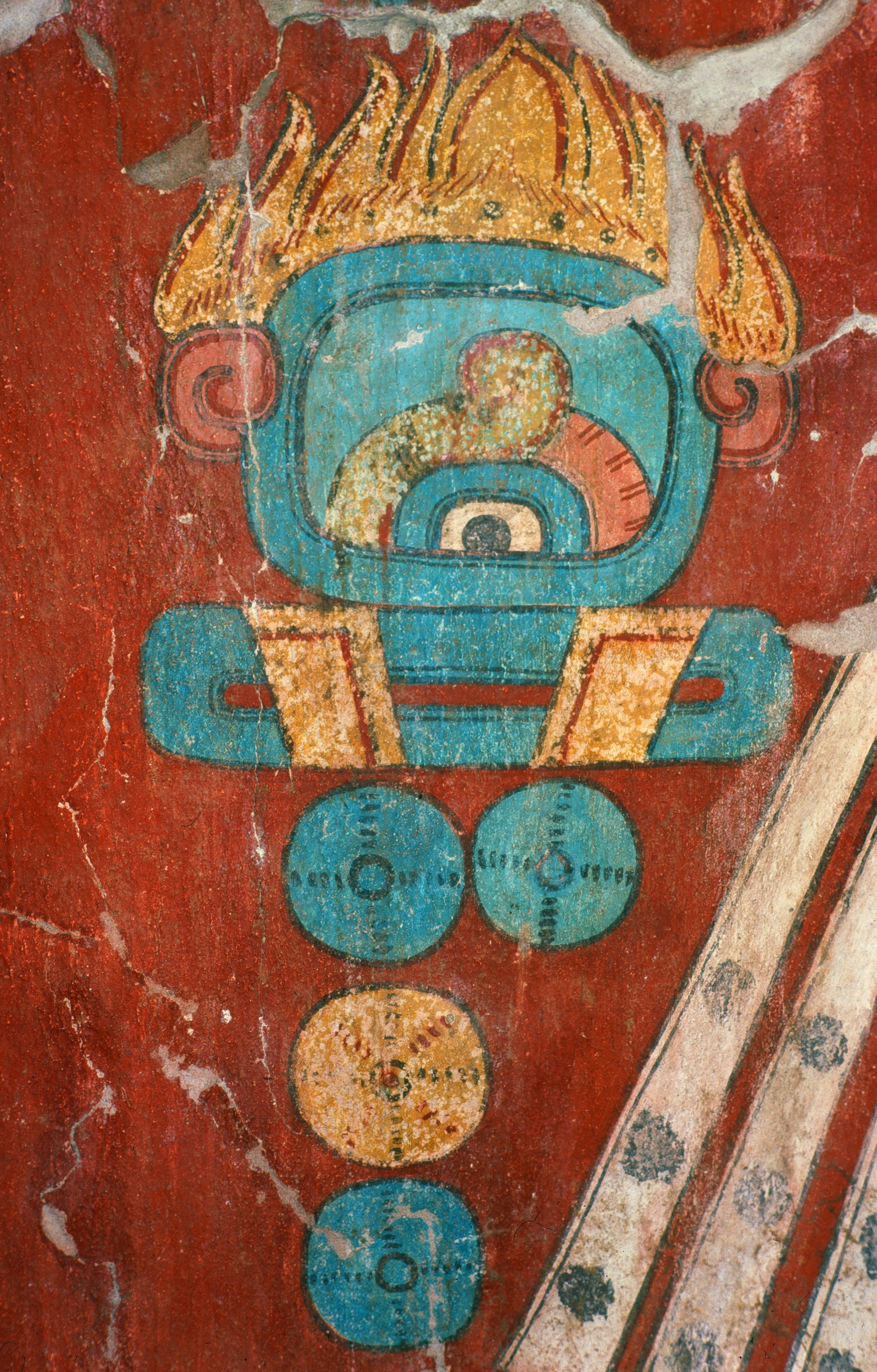
Kalenderzeichen auf Wandgemälde in Cacaxtla, Gebäude A
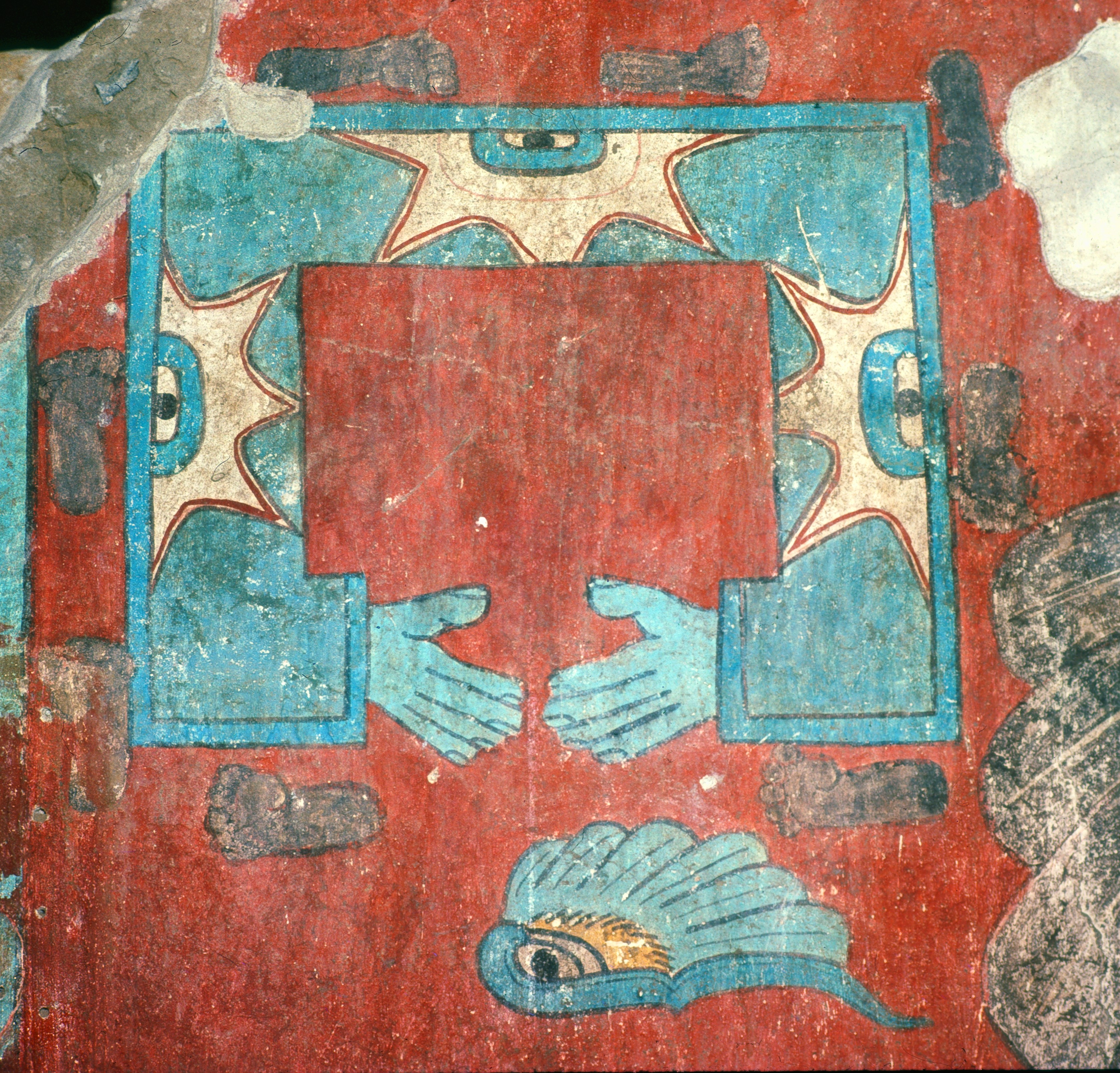
Namenszeichen auf Wandgemälde in Cacaxtla, Gebäude A

### ñuiñe-Schrift
In einer kleinen Zone rings um den Ort Tequixtepec haben sich meist relativ kleine Monumente aus befestigten Höhensiedlungen erhalten. Sie weisen einzelne kalendarische Zeichen (mit kreisrunden Kartuschen) und vermutlich Ortszeichen auf, welche an die mixtekischen Zeichen erinnern.

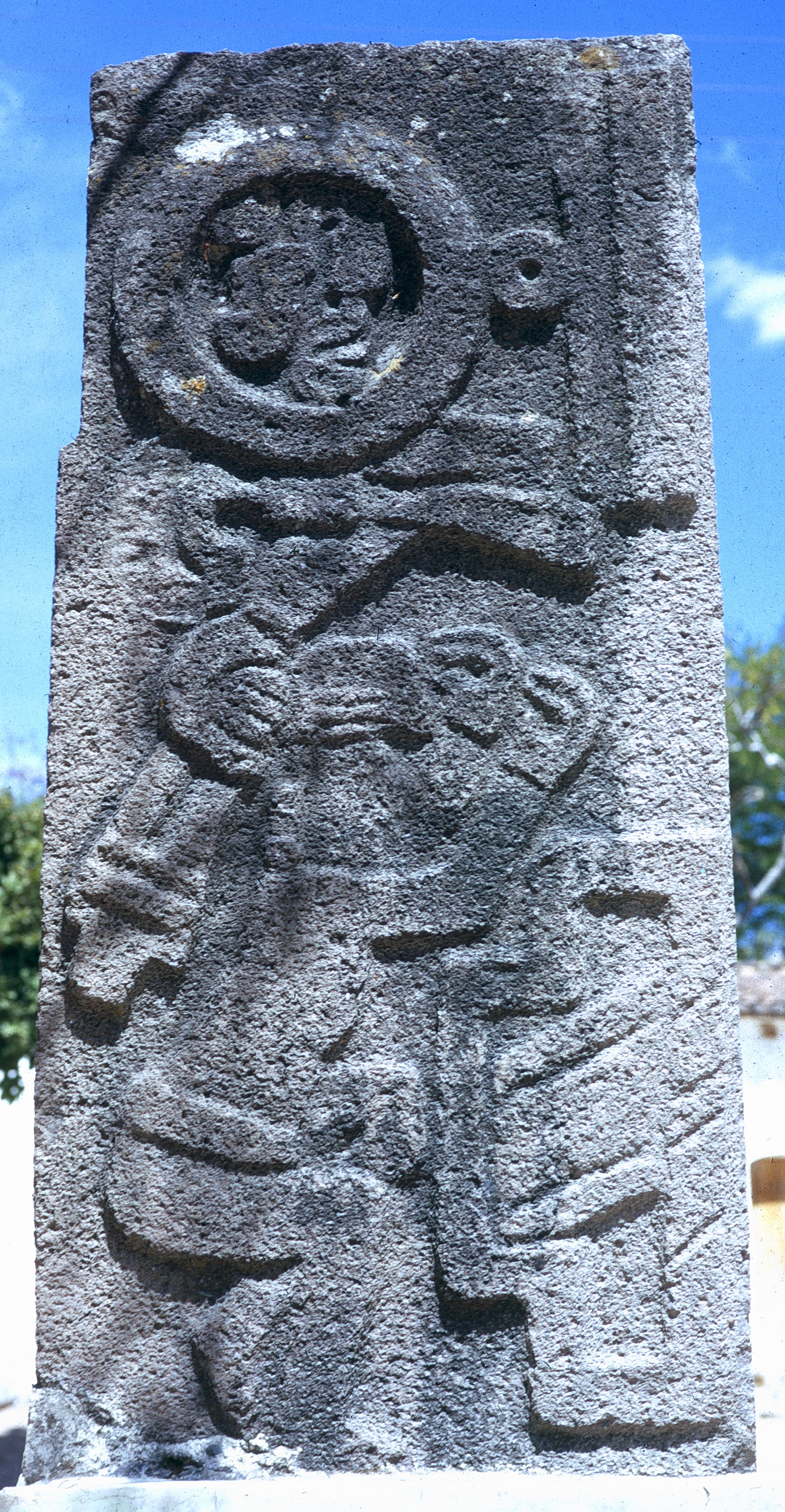
Stele aus Tequixtepec, Kalenderzeichen der ñuiñe-Schrift
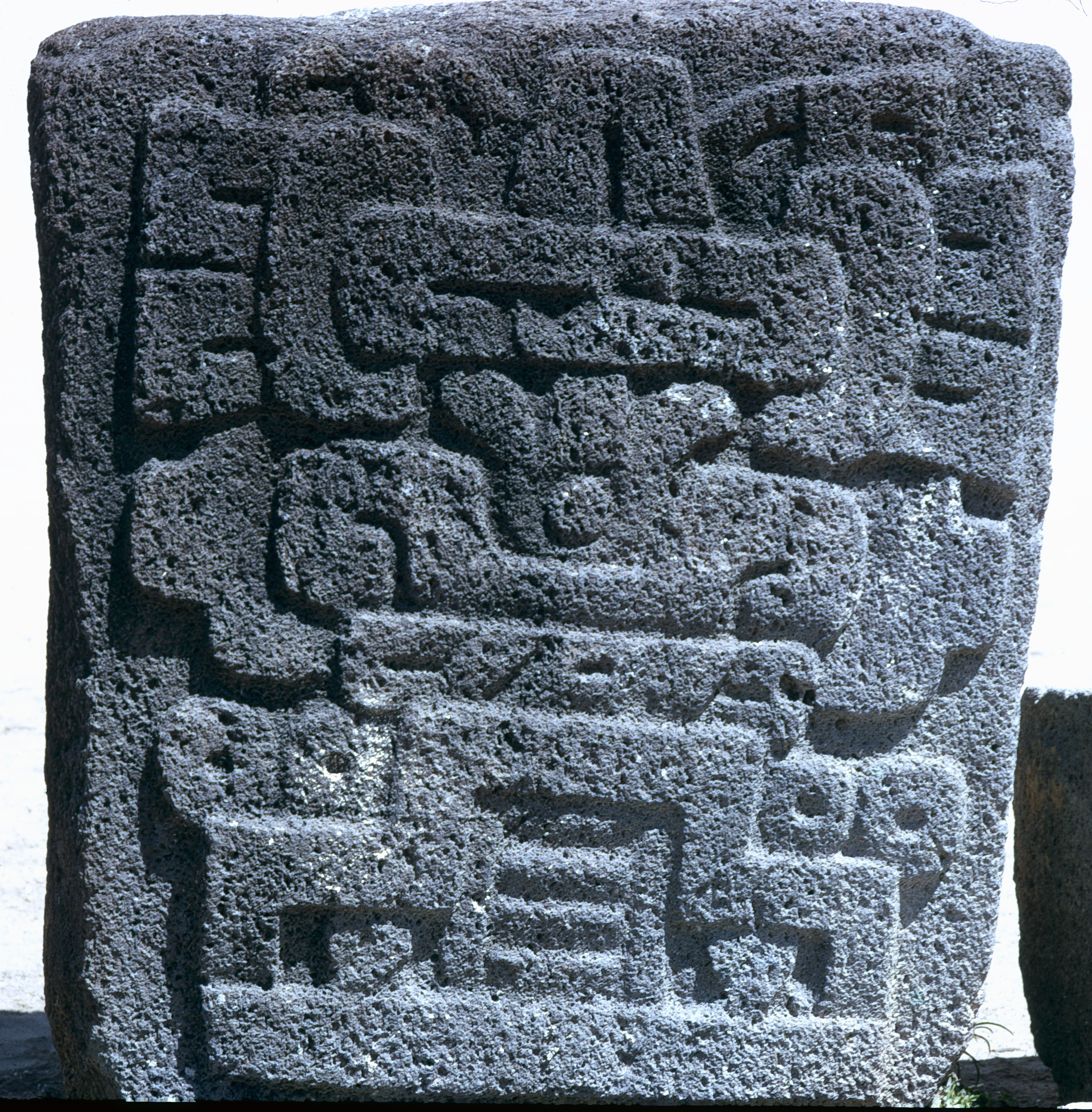
Stele aus Tequixtepec, Ortszeichen der ñuiñe-Schrift

### Cotzumalhuapa-Schrift
Aus dem Raum von Cotzumalhuapa sind eine Reihe von Monumenten bekannt mit einfachen Darstellungen von menschlichen Figuren (zumeist in Verbindung mit dem rituellen mesoamerikanischen Ballspiel) in einem von einem deutlich erhöhten Rahmen umgebenen Feld. In diesem Feld sind am Rande eigenartige kalendarische Angaben angeordnet: an Stelle eines Kalenderzeichens für einen Tag und einer davon getrennten Zahlenangabe sind hier die Kalenderzeichen (in kreisrunden Kartuschen) entsprechend der beabsichtigten Zahlenangabe vervielfacht.

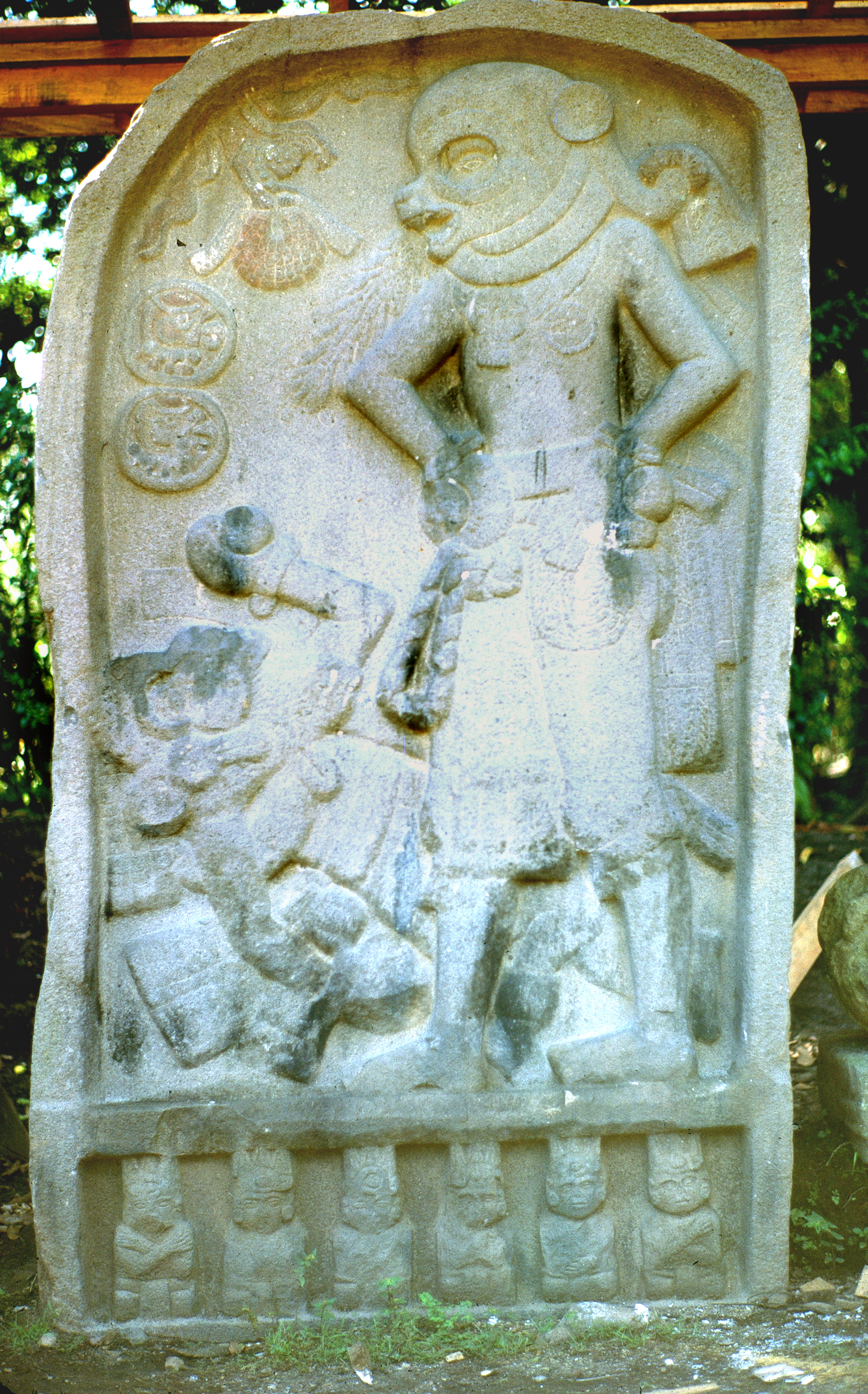
Stele aus El Baul, Guatemala
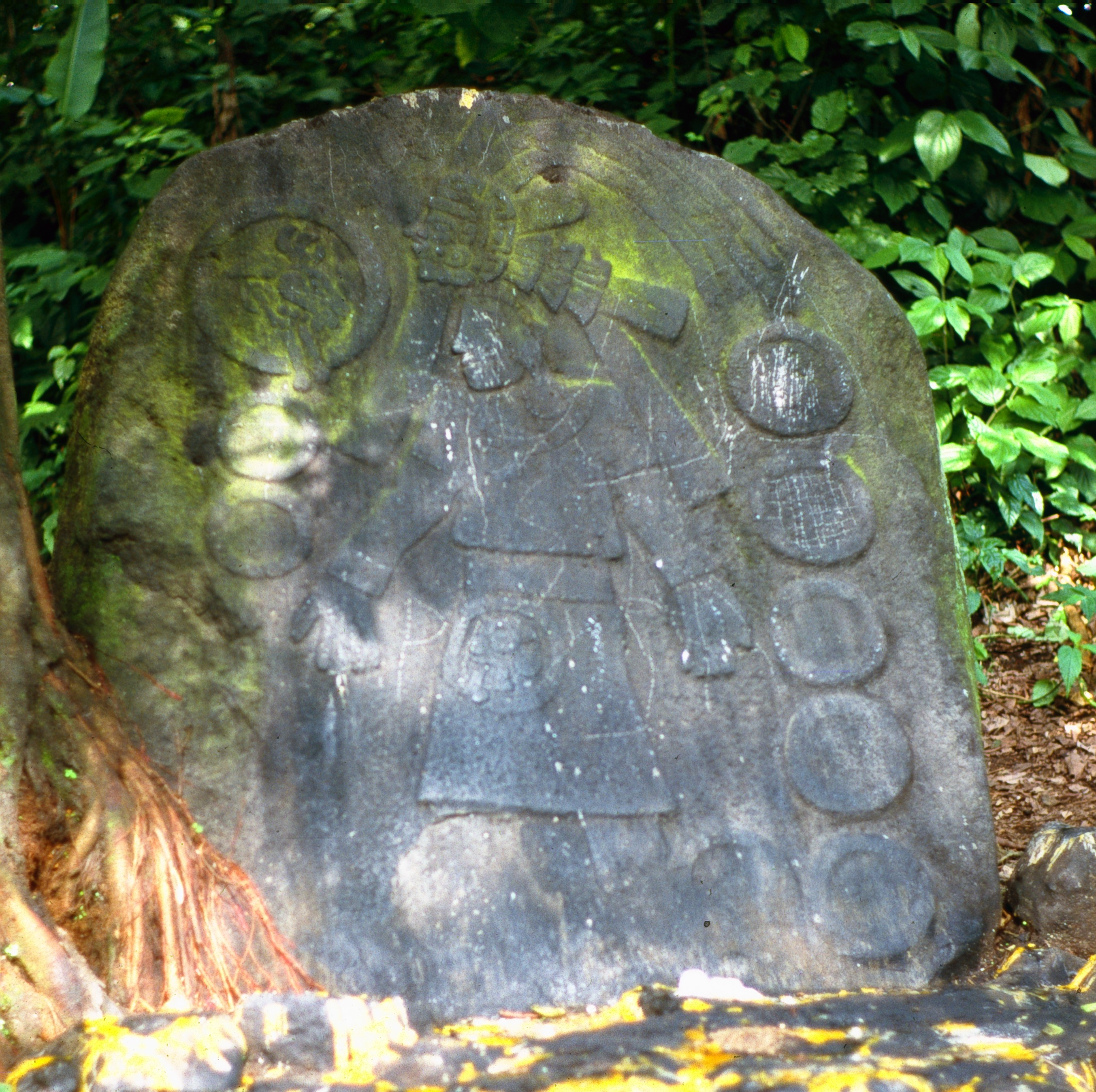
Monument aus Bilbao, Guatemala

## Spätpostklassische Schriften
Im Postklassikum breitete sich in Mesoamerika ein weites Gebiete von Zentralmexiko bis zur karibischen Küste erfassender Kunst- und Kulturstil aus. Zu diesem gehörte auch eine Form schriftlicher Aufzeichnungen in Verbindung mit einem bestimmten Stil ausführlicher narrativer (erzählender) bildlicher Darstellung. Gemeinsam war diesem Stil eine weitgefasste Konvention in der graphischen Realisierung der wiederzugebenden Themen.

### Mixtekische Schrift
Die Belege für die mixtekische Schrift entstammen zu einem Teil Stuckreliefs in archäologischen Fundstellen. Der größte Teil findet sich jedoch in den rund ein Dutzend Bildhandschriften, die aus dem mixtekischen Kulturbereich als Originale erhalten geblieben sind. Die mixtekische Bilderschrift kombiniert die narrative Darstellung, in der die zu übermittelnden Inhalte durch anschauliche bildliche Abbildungen wiedergegeben werden, mit Schriftzeichen für kalendarische Daten, Personen- und Ortsnamen.

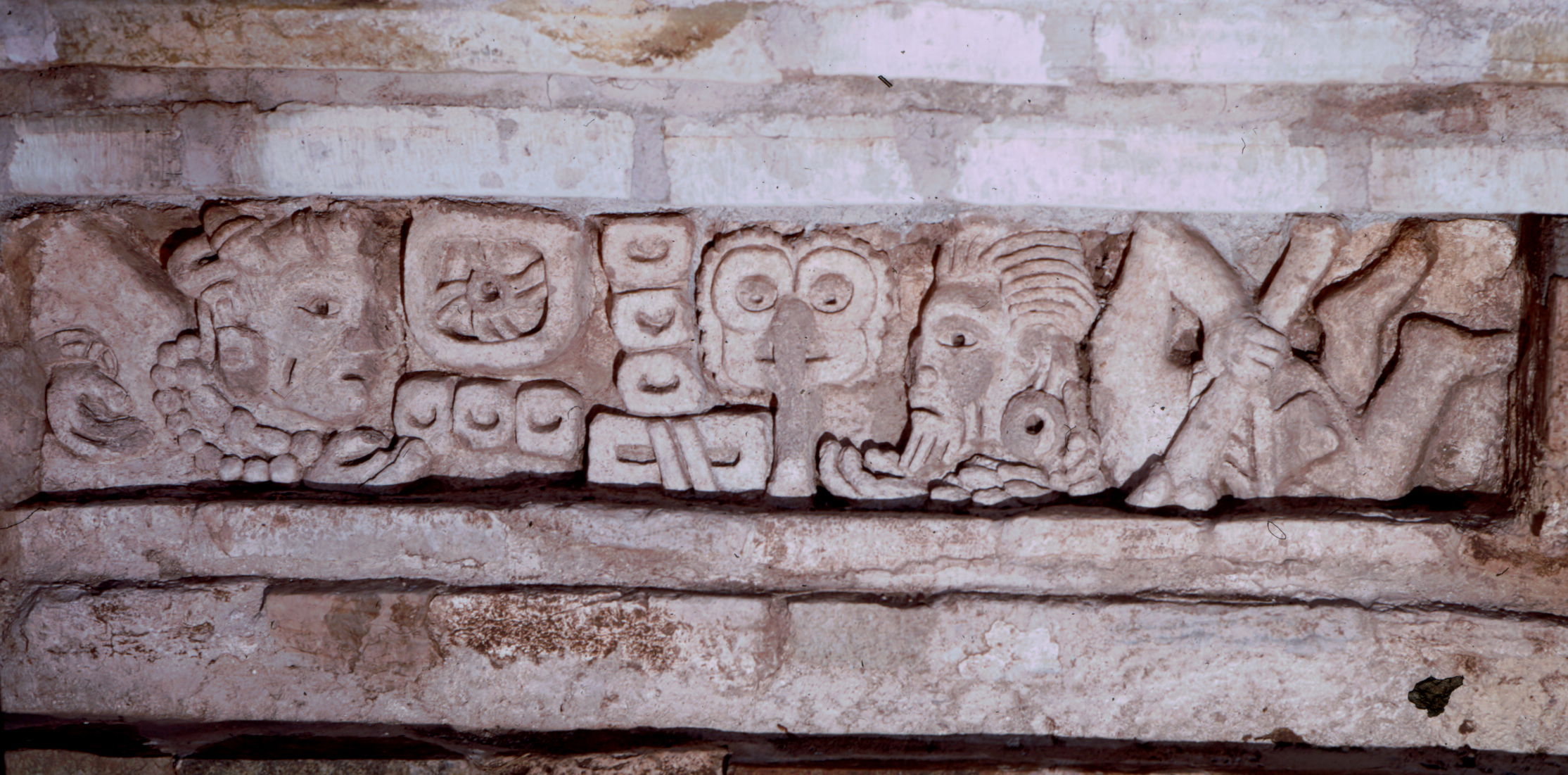
Mixtekische Schriftzeichen in Stuck auf einem Grabeingang in Lambityecto, Oaxaca
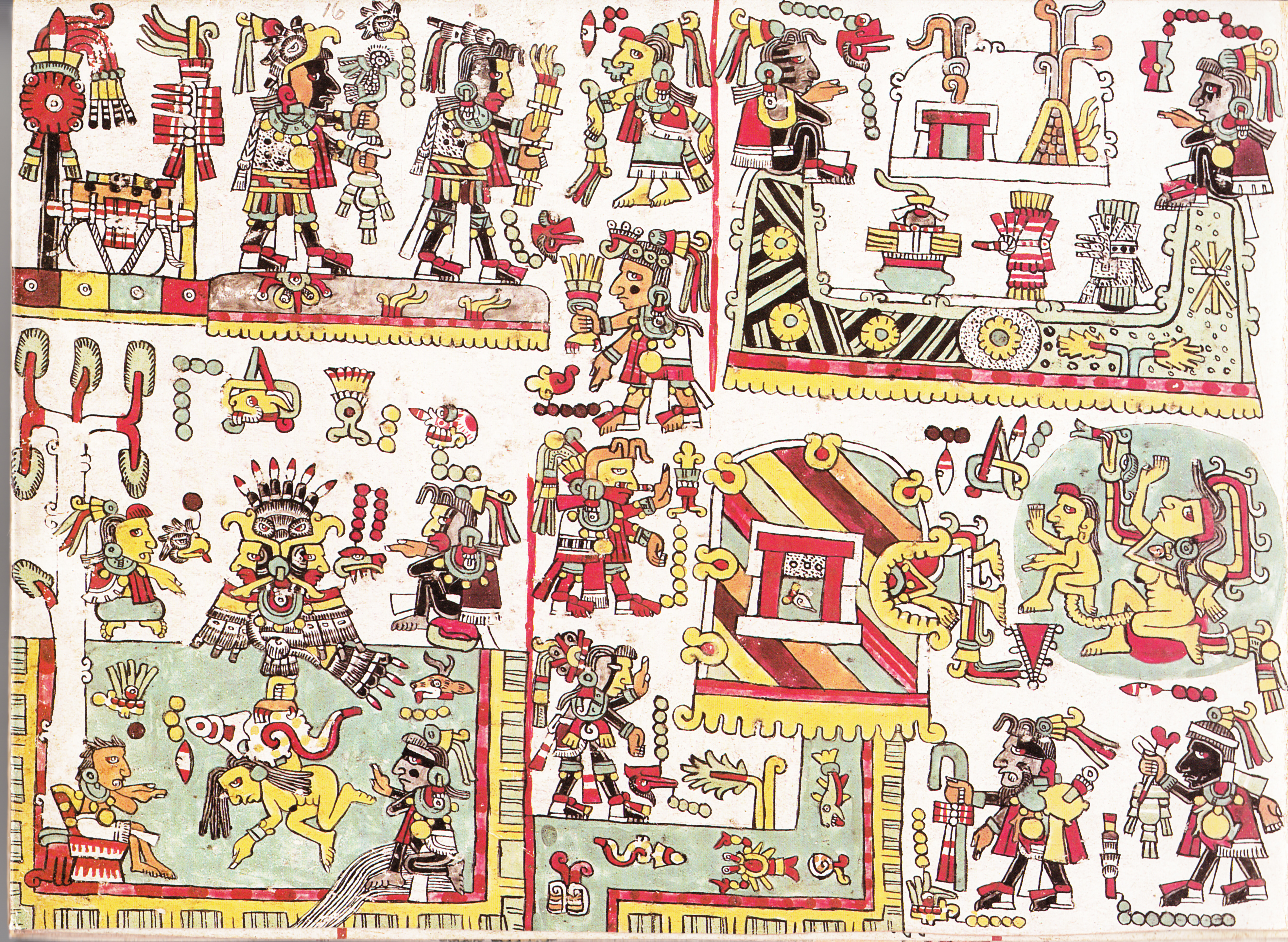
Mixtekische Handschrift Codex Nuttall, Seite 16

### Aztekische Schrift
siehe Aztekische Schrift
Die aztekische Schrift ist vor allem bekannt aus einer geringen Anzahl von Steinmonumenten mit wenigen Zeichen für Daten (Jahre in einem rechteckigen Rahmen) und Namen von Personen und Orten. Die Konvention der Darstellung ist weniger strikt reglementiert als in der mixtekischen Schrift – allerdings ist dieser Schluss insofern vielleicht unzutreffend, als keine aus vorspanischer Zeit stammende Bilderhandschrift erhalten ist. Die zahlreichen Kopien und Verarbeitungen aus kolonialer Zeit sind zu einem jeweils unterschiedlich hohen Grad durch die in der Kolonialzeit erfolgte Beeinflussung durch europäische Abbildungen geprägt, wodurch der Blick auf die vorspanischen Vorbilder verstellt ist.